# Llista d'asteroides (403001-404000)
Llista d'asteroides del 403.001 al 404.000, amb data de descoberta i descobridor. És un fragment de la llista d'asteroides completa. Als asteroides se'ls dona un número quan es confirma la seva òrbita, per tant apareixen llistats aproximadament segons la data de descobriment.

## 403001-403100
| Nom    | Designació provisional | Data de descobriment   | Lloc de descobriment | Descobridor/s     |
| ------ | ---------------------- | ---------------------- | -------------------- | ----------------- |
| 403001 | 2007 VE266             | 2 de novembre de 2007  | Kitt Peak            | Spacewatch        |
| 403002 | 2007 VE270             | 15 de novembre de 2007 | Socorro              | LINEAR            |
| 403003 | 2007 VG270             | 15 de novembre de 2007 | Socorro              | LINEAR            |
| 403004 | 2007 VV276             | 14 de novembre de 2007 | Kitt Peak            | Spacewatch        |
| 403005 | 2007 VP283             | 14 de novembre de 2007 | Kitt Peak            | Spacewatch        |
| 403006 | 2007 VD288             | 12 de novembre de 2007 | Mount Lemmon         | Mt. Lemmon Survey |
| 403007 | 2007 VA291             | 2 d'octubre de 2003    | Kitt Peak            | Spacewatch        |
| 403008 | 2007 VH298             | 2 de novembre de 2007  | Catalina             | CSS               |
| 403009 | 2007 VP305             | 1 de novembre de 2007  | Kitt Peak            | Spacewatch        |
| 403010 | 2007 VS312             | 2 de novembre de 2007  | Kitt Peak            | Spacewatch        |
| 403011 | 2007 VE328             | 8 de novembre de 2007  | Kitt Peak            | Spacewatch        |
| 403012 | 2007 VD332             | 7 de novembre de 2007  | Kitt Peak            | Spacewatch        |
| 403013 | 2007 VX332             | 9 de novembre de 2007  | Socorro              | LINEAR            |
| 403014 | 2007 VH333             | 9 de novembre de 2007  | Mount Lemmon         | Mt. Lemmon Survey |
| 403015 | 2007 WP5               | 17 de novembre de 2007 | Socorro              | LINEAR            |
| 403016 | 2007 WY7               | 2 de novembre de 2007  | Socorro              | LINEAR            |
| 403017 | 2007 WJ24              | 18 de novembre de 2007 | Mount Lemmon         | Mt. Lemmon Survey |
| 403018 | 2007 WY27              | 3 de novembre de 2007  | Kitt Peak            | Spacewatch        |
| 403019 | 2007 WY55              | 15 de setembre de 2007 | Mount Lemmon         | Mt. Lemmon Survey |
| 403020 | 2007 WV61              | 17 de novembre de 2007 | Socorro              | LINEAR            |
| 403021 | 2007 WZ62              | 19 de novembre de 2007 | Mount Lemmon         | Mt. Lemmon Survey |
| 403022 | 2007 XG3               | 4 de novembre de 2007  | Socorro              | LINEAR            |
| 403023 | 2007 XR5               | 4 de desembre de 2007  | Catalina             | CSS               |
| 403024 | 2007 XU16              | 11 de desembre de 2007 | La Sagra             | OAM               |
| 403025 | 2007 XH20              | 13 de desembre de 2007 | Dauban               | Chante-Perdrix    |
| 403026 | 2007 XL35              | 4 de desembre de 2007  | Catalina             | CSS               |
| 403027 | 2007 XE45              | 15 de desembre de 2007 | Kitt Peak            | Spacewatch        |
| 403028 | 2007 XE50              | 5 de novembre de 2007  | Mount Lemmon         | Mt. Lemmon Survey |
| 403029 | 2007 XK52              | 6 de desembre de 2007  | Kitt Peak            | Spacewatch        |
| 403030 | 2007 XX56              | 4 de desembre de 2007  | Kitt Peak            | Spacewatch        |
| 403031 | 2007 YG14              | 5 de desembre de 2007  | Kitt Peak            | Spacewatch        |
| 403032 | 2007 YF43              | 15 de desembre de 2007 | Kitt Peak            | Spacewatch        |
| 403033 | 2007 YK53              | 30 de desembre de 2007 | Mount Lemmon         | Mt. Lemmon Survey |
| 403034 | 2007 YU58              | 8 de novembre de 2007  | Mount Lemmon         | Mt. Lemmon Survey |
| 403035 | 2007 YB59              | 4 de desembre de 2007  | Socorro              | LINEAR            |
| 403036 | 2007 YN62              | 30 de desembre de 2007 | Kitt Peak            | Spacewatch        |
| 403037 | 2007 YX67              | 19 de desembre de 2007 | Mount Lemmon         | Mt. Lemmon Survey |
| 403038 | 2007 YG68              | 31 de desembre de 2007 | Kitt Peak            | Spacewatch        |
| 403039 | 2008 AE                | 1 de gener de 2008     | Catalina             | CSS               |
| 403040 | 2008 AZ4               | 30 de desembre de 2007 | Mount Lemmon         | Mt. Lemmon Survey |
| 403041 | 2008 AC5               | 7 de gener de 2008     | Lulin                | LUSS              |
| 403042 | 2008 AC14              | 10 de gener de 2008    | Mount Lemmon         | Mt. Lemmon Survey |
| 403043 | 2008 AZ18              | 10 de gener de 2008    | Mount Lemmon         | Mt. Lemmon Survey |
| 403044 | 2008 AO26              | 10 de gener de 2008    | Catalina             | CSS               |
| 403045 | 2008 AD29              | 1 de gener de 2008     | 7300                 | W. K. Y. Yeung    |
| 403046 | 2008 AU30              | 30 de desembre de 2007 | Kitt Peak            | Spacewatch        |
| 403047 | 2008 AB32              | 14 de gener de 2008    | Piszkéstet&          | K. Sárneczky      |
| 403048 | 2008 AR35              | 10 de gener de 2008    | Kitt Peak            | Spacewatch        |
| 403049 | 2008 AY36              | 10 de gener de 2008    | Catalina             | CSS               |
| 403050 | 2008 AC67              | 11 de gener de 2008    | Kitt Peak            | Spacewatch        |
| 403051 | 2008 AC71              | 19 de novembre de 2007 | Mount Lemmon         | Mt. Lemmon Survey |
| 403052 | 2008 AP76              | 12 de gener de 2008    | Kitt Peak            | Spacewatch        |
| 403053 | 2008 AJ77              | 12 de gener de 2008    | Kitt Peak            | Spacewatch        |
| 403054 | 2008 AN78              | 13 de novembre de 2007 | Mount Lemmon         | Mt. Lemmon Survey |
| 403055 | 2008 AR84              | 12 de gener de 2008    | La Sagra             | OAM               |
| 403056 | 2008 AV91              | 14 de gener de 2008    | Kitt Peak            | Spacewatch        |
| 403057 | 2008 AZ107             | 30 de desembre de 2007 | Kitt Peak            | Spacewatch        |
| 403058 | 2008 AZ114             | 11 de gener de 2008    | Kitt Peak            | Spacewatch        |
| 403059 | 2008 AO115             | 10 de gener de 2008    | Mount Lemmon         | Mt. Lemmon Survey |
| 403060 | 2008 AW137             | 22 de juliol de 2006   | Mount Lemmon         | Mt. Lemmon Survey |
| 403061 | 2008 BR5               | 30 de desembre de 2007 | Kitt Peak            | Spacewatch        |
| 403062 | 2008 BB20              | 30 de gener de 2008    | Kitt Peak            | Spacewatch        |
| 403063 | 2008 BZ21              | 30 de gener de 2008    | Kitt Peak            | Spacewatch        |
| 403064 | 2008 BZ33              | 30 de gener de 2008    | Kitt Peak            | Spacewatch        |
| 403065 | 2008 BN34              | 30 de gener de 2008    | Kitt Peak            | Spacewatch        |
| 403066 | 2008 BD40              | 18 de desembre de 2007 | Mount Lemmon         | Mt. Lemmon Survey |
| 403067 | 2008 BF42              | 20 d'octubre de 2007   | Kitt Peak            | Spacewatch        |
| 403068 | 2008 BL42              | 31 de gener de 2008    | Catalina             | CSS               |
| 403069 | 2008 BU42              | 31 de desembre de 2007 | Mount Lemmon         | Mt. Lemmon Survey |
| 403070 | 2008 BW42              | 31 de gener de 2008    | Lulin                | LUSS              |
| 403071 | 2008 BV47              | 30 de gener de 2008    | Kitt Peak            | Spacewatch        |
| 403072 | 2008 BV51              | 18 de gener de 2008    | Mount Lemmon         | Mt. Lemmon Survey |
| 403073 | 2008 BV53              | 30 de gener de 2008    | Mount Lemmon         | Mt. Lemmon Survey |
| 403074 | 2008 CZ2               | 1 de febrer de 2008    | Mount Lemmon         | Mt. Lemmon Survey |
| 403075 | 2008 CD3               | 1 de febrer de 2008    | Mount Lemmon         | Mt. Lemmon Survey |
| 403076 | 2008 CV12              | 3 de febrer de 2008    | Kitt Peak            | Spacewatch        |
| 403077 | 2008 CW12              | 20 de novembre de 2007 | Mount Lemmon         | Mt. Lemmon Survey |
| 403078 | 2008 CP13              | 3 de febrer de 2008    | Kitt Peak            | Spacewatch        |
| 403079 | 2008 CF18              | 3 de febrer de 2008    | Catalina             | CSS               |
| 403080 | 2008 CJ19              | 9 de novembre de 2007  | Mount Lemmon         | Mt. Lemmon Survey |
| 403081 | 2008 CU19              | 6 de febrer de 2008    | Catalina             | CSS               |
| 403082 | 2008 CV20              | 19 d'octubre de 2007   | Mount Lemmon         | Mt. Lemmon Survey |
| 403083 | 2008 CA23              | 14 de setembre de 2006 | Kitt Peak            | Spacewatch        |
| 403084 | 2008 CK34              | 2 de febrer de 2008    | Kitt Peak            | Spacewatch        |
| 403085 | 2008 CK37              | 2 de febrer de 2008    | Kitt Peak            | Spacewatch        |
| 403086 | 2008 CW43              | 11 de gener de 2008    | Mount Lemmon         | Mt. Lemmon Survey |
| 403087 | 2008 CB44              | 2 de febrer de 2008    | Kitt Peak            | Spacewatch        |
| 403088 | 2008 CC46              | 2 de febrer de 2008    | Kitt Peak            | Spacewatch        |
| 403089 | 2008 CB61              | 7 de febrer de 2008    | Mount Lemmon         | Mt. Lemmon Survey |
| 403090 | 2008 CX67              | 8 de febrer de 2008    | Mount Lemmon         | Mt. Lemmon Survey |
| 403091 | 2008 CX72              | 7 de febrer de 2008    | Catalina             | CSS               |
| 403092 | 2008 CA73              | 10 de febrer de 2008   | Socorro              | LINEAR            |
| 403093 | 2008 CO84              | 23 d'octubre de 2006   | Palomar              | NEAT              |
| 403094 | 2008 CY87              | 7 de febrer de 2008    | Mount Lemmon         | Mt. Lemmon Survey |
| 403095 | 2008 CJ95              | 14 de novembre de 2007 | Mount Lemmon         | Mt. Lemmon Survey |
| 403096 | 2008 CQ107             | 2 de febrer de 2008    | Kitt Peak            | Spacewatch        |
| 403097 | 2008 CN119             | 11 de febrer de 2008   | Dauban               | F. Kugel          |
| 403098 | 2008 CW122             | 7 de febrer de 2008    | Mount Lemmon         | Mt. Lemmon Survey |
| 403099 | 2008 CQ126             | 8 de febrer de 2008    | Kitt Peak            | Spacewatch        |
| 403100 | 2008 CP137             | 8 de febrer de 2008    | Kitt Peak            | Spacewatch        |

## 403101-403200
| Nom    | Designació provisional | Data de descobriment   | Lloc de descobriment | Descobridor/s     |
| ------ | ---------------------- | ---------------------- | -------------------- | ----------------- |
| 403101 | 2008 CK138             | 1 de febrer de 2008    | Kitt Peak            | Spacewatch        |
| 403102 | 2008 CU148             | 15 de gener de 2008    | Mount Lemmon         | Mt. Lemmon Survey |
| 403103 | 2008 CS151             | 9 de febrer de 2008    | Kitt Peak            | Spacewatch        |
| 403104 | 2008 CR152             | 9 de febrer de 2008    | Kitt Peak            | Spacewatch        |
| 403105 | 2008 CJ158             | 9 de febrer de 2008    | Kitt Peak            | Spacewatch        |
| 403106 | 2008 CO159             | 9 de febrer de 2008    | Kitt Peak            | Spacewatch        |
| 403107 | 2008 CC160             | 9 de febrer de 2008    | Kitt Peak            | Spacewatch        |
| 403108 | 2008 CJ160             | 9 de febrer de 2008    | Kitt Peak            | Spacewatch        |
| 403109 | 2008 CH181             | 10 de febrer de 2008   | Anderson Mesa        | LONEOS            |
| 403110 | 2008 CU185             | 12 de gener de 2008    | Socorro              | LINEAR            |
| 403111 | 2008 CV187             | 20 de novembre de 2007 | Mount Lemmon         | Mt. Lemmon Survey |
| 403112 | 2008 CG189             | 10 de gener de 2008    | Catalina             | CSS               |
| 403113 | 2008 CK195             | 13 de febrer de 2008   | Mount Lemmon         | Mt. Lemmon Survey |
| 403114 | 2008 CV201             | 8 de febrer de 2008    | Mount Lemmon         | Mt. Lemmon Survey |
| 403115 | 2008 CM209             | 3 de febrer de 2008    | Catalina             | CSS               |
| 403116 | 2008 DO2               | 18 de gener de 2008    | Kitt Peak            | Spacewatch        |
| 403117 | 2008 DT7               | 24 de febrer de 2008   | Mount Lemmon         | Mt. Lemmon Survey |
| 403118 | 2008 DB12              | 10 de gener de 2008    | Mount Lemmon         | Mt. Lemmon Survey |
| 403119 | 2008 DV14              | 26 de febrer de 2008   | Mount Lemmon         | Mt. Lemmon Survey |
| 403120 | 2008 DC16              | 27 de febrer de 2008   | Catalina             | CSS               |
| 403121 | 2008 DX16              | 15 de desembre de 2007 | Catalina             | CSS               |
| 403122 | 2008 DJ38              | 27 de febrer de 2008   | Kitt Peak            | Spacewatch        |
| 403123 | 2008 DA53              | 10 de febrer de 2008   | Mount Lemmon         | Mt. Lemmon Survey |
| 403124 | 2008 DV56              | 29 de febrer de 2008   | Catalina             | CSS               |
| 403125 | 2008 DZ64              | 10 de febrer de 2008   | Kitt Peak            | Spacewatch        |
| 403126 | 2008 DO76              | 28 de febrer de 2008   | Mount Lemmon         | Mt. Lemmon Survey |
| 403127 | 2008 DK84              | 28 de febrer de 2008   | Mount Lemmon         | Mt. Lemmon Survey |
| 403128 | 2008 DD87              | 27 de febrer de 2008   | Mount Lemmon         | Mt. Lemmon Survey |
| 403129 | 2008 EC9               | 8 de març de 2008      | Catalina             | CSS               |
| 403130 | 2008 EK9               | 9 de març de 2008      | Socorro              | LINEAR            |
| 403131 | 2008 EY18              | 24 de febrer de 2008   | Kitt Peak            | Spacewatch        |
| 403132 | 2008 EU20              | 2 de març de 2008      | Kitt Peak            | Spacewatch        |
| 403133 | 2008 EC39              | 4 de març de 2008      | Kitt Peak            | Spacewatch        |
| 403134 | 2008 ED47              | 5 de març de 2008      | Mount Lemmon         | Mt. Lemmon Survey |
| 403135 | 2008 EX69              | 4 de març de 2008      | Mount Lemmon         | Mt. Lemmon Survey |
| 403136 | 2008 EL74              | 28 de febrer de 2008   | Kitt Peak            | Spacewatch        |
| 403137 | 2008 EX74              | 7 de març de 2008      | Kitt Peak            | Spacewatch        |
| 403138 | 2008 EZ74              | 7 de març de 2008      | Kitt Peak            | Spacewatch        |
| 403139 | 2008 EH96              | 6 de març de 2008      | Mount Lemmon         | Mt. Lemmon Survey |
| 403140 | 2008 EV103             | 5 de març de 2008      | Mount Lemmon         | Mt. Lemmon Survey |
| 403141 | 2008 EG124             | 10 de març de 2008     | Kitt Peak            | Spacewatch        |
| 403142 | 2008 EN135             | 11 de març de 2008     | Kitt Peak            | Spacewatch        |
| 403143 | 2008 EU141             | 12 de febrer de 2008   | Mount Lemmon         | Mt. Lemmon Survey |
| 403144 | 2008 ED162             | 11 de març de 2008     | Mount Lemmon         | Mt. Lemmon Survey |
| 403145 | 2008 ES162             | 30 de setembre de 2005 | Mount Lemmon         | Mt. Lemmon Survey |
| 403146 | 2008 FD                | 17 de novembre de 2007 | Kitt Peak            | Spacewatch        |
| 403147 | 2008 FS9               | 30 de setembre de 2005 | Mount Lemmon         | Mt. Lemmon Survey |
| 403148 | 2008 FV20              | 27 de març de 2008     | Kitt Peak            | Spacewatch        |
| 403149 | 2008 FZ27              | 27 de març de 2008     | Kitt Peak            | Spacewatch        |
| 403150 | 2008 FP37              | 28 de març de 2008     | Kitt Peak            | Spacewatch        |
| 403151 | 2008 FF45              | 26 de febrer de 2008   | Mount Lemmon         | Mt. Lemmon Survey |
| 403152 | 2008 FQ72              | 30 de març de 2008     | Kitt Peak            | Spacewatch        |
| 403153 | 2008 FU89              | 29 de març de 2008     | Mount Lemmon         | Mt. Lemmon Survey |
| 403154 | 2008 FG94              | 29 de març de 2008     | Kitt Peak            | Spacewatch        |
| 403155 | 2008 FK97              | 30 de març de 2008     | Kitt Peak            | Spacewatch        |
| 403156 | 2008 FR101             | 30 de març de 2008     | Kitt Peak            | Spacewatch        |
| 403157 | 2008 FT102             | 30 de març de 2008     | Kitt Peak            | Spacewatch        |
| 403158 | 2008 FL113             | 31 de març de 2008     | Kitt Peak            | Spacewatch        |
| 403159 | 2008 FY116             | 31 de març de 2008     | Kitt Peak            | Spacewatch        |
| 403160 | 2008 FU122             | 27 de març de 2008     | Kitt Peak            | Spacewatch        |
| 403161 | 2008 FQ125             | 31 de març de 2008     | Mount Lemmon         | Mt. Lemmon Survey |
| 403162 | 2008 FK129             | 30 de març de 2008     | Kitt Peak            | Spacewatch        |
| 403163 | 2008 FO135             | 31 de març de 2008     | Mount Lemmon         | Mt. Lemmon Survey |
| 403164 | 2008 FH136             | 27 de març de 2008     | Mount Lemmon         | Mt. Lemmon Survey |
| 403165 | 2008 GQ58              | 5 d'abril de 2008      | Mount Lemmon         | Mt. Lemmon Survey |
| 403166 | 2008 GF91              | 6 d'abril de 2008      | Mount Lemmon         | Mt. Lemmon Survey |
| 403167 | 2008 GX99              | 28 de març de 2008     | Kitt Peak            | Spacewatch        |
| 403168 | 2008 GO102             | 10 d'abril de 2008     | Kitt Peak            | Spacewatch        |
| 403169 | 2008 GU103             | 11 d'abril de 2008     | Kitt Peak            | Spacewatch        |
| 403170 | 2008 GP123             | 13 d'abril de 2008     | Mount Lemmon         | Mt. Lemmon Survey |
| 403171 | 2008 GG126             | 14 d'abril de 2008     | Mount Lemmon         | Mt. Lemmon Survey |
| 403172 | 2008 GO129             | 3 d'abril de 2008      | Kitt Peak            | Spacewatch        |
| 403173 | 2008 GK139             | 30 d'agost de 2005     | Kitt Peak            | Spacewatch        |
| 403174 | 2008 GT144             | 4 d'abril de 2008      | Mount Lemmon         | Mt. Lemmon Survey |
| 403175 | 2008 GF146             | 14 d'abril de 2008     | Mount Lemmon         | Mt. Lemmon Survey |
| 403176 | 2008 HR                | 24 d'abril de 2008     | Mount Lemmon         | Mt. Lemmon Survey |
| 403177 | 2008 HH4               | 1 d'abril de 2008      | Kitt Peak            | Spacewatch        |
| 403178 | 2008 HE19              | 26 de setembre de 2005 | Kitt Peak            | Spacewatch        |
| 403179 | 2008 HT20              | 14 d'abril de 2008     | Kitt Peak            | Spacewatch        |
| 403180 | 2008 HW54              | 29 d'abril de 2008     | Kitt Peak            | Spacewatch        |
| 403181 | 2008 HM58              | 30 d'abril de 2008     | Mount Lemmon         | Mt. Lemmon Survey |
| 403182 | 2008 HY64              | 30 d'abril de 2008     | Kitt Peak            | Spacewatch        |
| 403183 | 2008 JS7               | 26 d'abril de 2008     | Mount Lemmon         | Mt. Lemmon Survey |
| 403184 | 2008 JP16              | 3 de maig de 2008      | Mount Lemmon         | Mt. Lemmon Survey |
| 403185 | 2008 JC22              | 6 de maig de 2008      | Kitt Peak            | Spacewatch        |
| 403186 | 2008 JG35              | 3 de maig de 2008      | Catalina             | CSS               |
| 403187 | 2008 JC36              | 3 de maig de 2008      | Mount Lemmon         | Mt. Lemmon Survey |
| 403188 | 2008 JV36              | 7 de maig de 2008      | Kitt Peak            | Spacewatch        |
| 403189 | 2008 KN22              | 28 de maig de 2008     | Kitt Peak            | Spacewatch        |
| 403190 | 2008 KO31              | 6 d'abril de 2008      | Mount Lemmon         | Mt. Lemmon Survey |
| 403191 | 2008 KN33              | 29 de maig de 2008     | Mount Lemmon         | Mt. Lemmon Survey |
| 403192 | 2008 KM39              | 30 de maig de 2008     | Kitt Peak            | Spacewatch        |
| 403193 | 2008 KX40              | 13 de maig de 2008     | Mount Lemmon         | Mt. Lemmon Survey |
| 403194 | 2008 LF4               | 2 de juny de 2008      | Kitt Peak            | Spacewatch        |
| 403195 | 2008 LN12              | 10 de juny de 2008     | Magdalena Ridge      | W. H. Ryan        |
| 403196 | 2008 PL9               | 8 de juny de 2007      | Kitt Peak            | Spacewatch        |
| 403197 | 2008 QS21              | 26 d'agost de 2008     | Socorro              | LINEAR            |
| 403198 | 2008 RV24              | 6 de setembre de 2008  | Catalina             | CSS               |
| 403199 | 2008 RC56              | 3 de setembre de 2008  | Kitt Peak            | Spacewatch        |
| 403200 | 2008 SL59              | 20 de setembre de 2008 | Kitt Peak            | Spacewatch        |

## 403201-403300
| Nom    | Designació provisional | Data de descobriment   | Lloc de descobriment | Descobridor/s     |
| ------ | ---------------------- | ---------------------- | -------------------- | ----------------- |
| 403201 | 2008 SY68              | 22 de setembre de 2008 | Kitt Peak            | Spacewatch        |
| 403202 | 2008 SS91              | 21 de setembre de 2008 | Kitt Peak            | Spacewatch        |
| 403203 | 2008 SP197             | 25 de setembre de 2008 | Kitt Peak            | Spacewatch        |
| 403204 | 2008 ST200             | 26 de setembre de 2008 | Kitt Peak            | Spacewatch        |
| 403205 | 2008 SC256             | 20 de setembre de 2008 | Kitt Peak            | Spacewatch        |
| 403206 | 2008 TA8               | 4 d'octubre de 2008    | La Sagra             | OAM               |
| 403207 | 2008 TT19              | 1 d'octubre de 2008    | Mount Lemmon         | Mt. Lemmon Survey |
| 403208 | 2008 TQ32              | 1 d'octubre de 2008    | Kitt Peak            | Spacewatch        |
| 403209 | 2008 TW52              | 26 de març de 2003     | Kitt Peak            | Spacewatch        |
| 403210 | 2008 TS73              | 2 d'octubre de 2008    | Kitt Peak            | Spacewatch        |
| 403211 | 2008 TP97              | 4 de setembre de 2008  | Kitt Peak            | Spacewatch        |
| 403212 | 2008 TQ112             | 23 de setembre de 2008 | Catalina             | CSS               |
| 403213 | 2008 TU161             | 8 d'octubre de 2008    | Kitt Peak            | Spacewatch        |
| 403214 | 2008 TX171             | 8 d'octubre de 2008    | Mount Lemmon         | Mt. Lemmon Survey |
| 403215 | 2008 TE183             | 2 d'octubre de 2008    | Socorro              | LINEAR            |
| 403216 | 2008 US11              | 8 d'octubre de 2008    | Mount Lemmon         | Mt. Lemmon Survey |
| 403217 | 2008 UX71              | 21 d'octubre de 2008   | Kitt Peak            | Spacewatch        |
| 403218 | 2008 UQ81              | 3 de desembre de 2005  | Kitt Peak            | Spacewatch        |
| 403219 | 2008 US105             | 8 d'octubre de 2008    | Kitt Peak            | Spacewatch        |
| 403220 | 2008 UN125             | 22 d'octubre de 2008   | Kitt Peak            | Spacewatch        |
| 403221 | 2008 UN145             | 23 d'octubre de 2008   | Kitt Peak            | Spacewatch        |
| 403222 | 2008 US151             | 23 d'octubre de 2008   | Kitt Peak            | Spacewatch        |
| 403223 | 2008 US204             | 6 d'octubre de 2008    | Catalina             | CSS               |
| 403224 | 2008 UJ211             | 1 d'octubre de 2008    | Mount Lemmon         | Mt. Lemmon Survey |
| 403225 | 2008 UT221             | 25 d'octubre de 2008   | Kitt Peak            | Spacewatch        |
| 403226 | 2008 UP224             | 25 d'octubre de 2008   | Kitt Peak            | Spacewatch        |
| 403227 | 2008 UH229             | 25 d'octubre de 2008   | Mount Lemmon         | Mt. Lemmon Survey |
| 403228 | 2008 UP239             | 26 d'octubre de 2008   | Kitt Peak            | Spacewatch        |
| 403229 | 2008 UH275             | 20 d'octubre de 2008   | Kitt Peak            | Spacewatch        |
| 403230 | 2008 UO283             | 28 d'octubre de 2008   | Mount Lemmon         | Mt. Lemmon Survey |
| 403231 | 2008 UU286             | 28 d'octubre de 2008   | Mount Lemmon         | Mt. Lemmon Survey |
| 403232 | 2008 UC328             | 23 de setembre de 2008 | Kitt Peak            | Spacewatch        |
| 403233 | 2008 UM338             | 21 d'octubre de 2008   | Kitt Peak            | Spacewatch        |
| 403234 | 2008 UX343             | 25 d'octubre de 2008   | Kitt Peak            | Spacewatch        |
| 403235 | 2008 UL351             | 28 d'octubre de 2008   | Mount Lemmon         | Mt. Lemmon Survey |
| 403236 | 2008 UU353             | 20 d'octubre de 2008   | Kitt Peak            | Spacewatch        |
| 403237 | 2008 VE11              | 2 de novembre de 2008  | Mount Lemmon         | Mt. Lemmon Survey |
| 403238 | 2008 VD16              | 1 de novembre de 2008  | Kitt Peak            | Spacewatch        |
| 403239 | 2008 VK67              | 7 de novembre de 2008  | Mount Lemmon         | Mt. Lemmon Survey |
| 403240 | 2008 VH70              | 7 de novembre de 2008  | Mount Lemmon         | Mt. Lemmon Survey |
| 403241 | 2008 VK80              | 1 de novembre de 2008  | Mount Lemmon         | Mt. Lemmon Survey |
| 403242 | 2008 WD31              | 19 de novembre de 2008 | Mount Lemmon         | Mt. Lemmon Survey |
| 403243 | 2008 WY31              | 30 de gener de 2006    | Kitt Peak            | Spacewatch        |
| 403244 | 2008 WE34              | 25 de maig de 2007     | Mount Lemmon         | Mt. Lemmon Survey |
| 403245 | 2008 WP136             | 20 de novembre de 2008 | Socorro              | LINEAR            |
| 403246 | 2008 XT                | 1 de desembre de 2008  | Vail-Jarnac          | Jarnac            |
| 403247 | 2008 XO2               | 5 de desembre de 2008  | Mount Lemmon         | Mt. Lemmon Survey |
| 403248 | 2008 XU12              | 3 de novembre de 2008  | Mount Lemmon         | Mt. Lemmon Survey |
| 403249 | 2008 XO51              | 2 de desembre de 2008  | Kitt Peak            | Spacewatch        |
| 403250 | 2008 YC                | 19 de novembre de 2008 | Kitt Peak            | Spacewatch        |
| 403251 | 2008 YC10              | 19 de desembre de 2008 | Lulin                | LUSS              |
| 403252 | 2008 YR10              | 18 de novembre de 2008 | Kitt Peak            | Spacewatch        |
| 403253 | 2008 YF16              | 21 de desembre de 2008 | Socorro              | LINEAR            |
| 403254 | 2008 YL18              | 21 de desembre de 2008 | Kitt Peak            | Spacewatch        |
| 403255 | 2008 YP44              | 12 de febrer de 2002   | Kitt Peak            | Spacewatch        |
| 403256 | 2008 YH47              | 8 de novembre de 2008  | Mount Lemmon         | Mt. Lemmon Survey |
| 403257 | 2008 YL65              | 30 de desembre de 2008 | Kitt Peak            | Spacewatch        |
| 403258 | 2008 YH78              | 30 de desembre de 2008 | Mount Lemmon         | Mt. Lemmon Survey |
| 403259 | 2008 YR79              | 30 de desembre de 2008 | Mount Lemmon         | Mt. Lemmon Survey |
| 403260 | 2008 YE80              | 30 de desembre de 2008 | Mount Lemmon         | Mt. Lemmon Survey |
| 403261 | 2008 YE105             | 29 de desembre de 2008 | Kitt Peak            | Spacewatch        |
| 403262 | 2008 YF126             | 30 de desembre de 2008 | Kitt Peak            | Spacewatch        |
| 403263 | 2008 YC137             | 4 de desembre de 2008  | Mount Lemmon         | Mt. Lemmon Survey |
| 403264 | 2008 YD137             | 5 d'octubre de 2004    | Kitt Peak            | Spacewatch        |
| 403265 | 2008 YQ144             | 30 de desembre de 2008 | Mount Lemmon         | Mt. Lemmon Survey |
| 403266 | 2008 YE145             | 30 de desembre de 2008 | Kitt Peak            | Spacewatch        |
| 403267 | 2008 YW150             | 22 de desembre de 2008 | Kitt Peak            | Spacewatch        |
| 403268 | 2008 YZ150             | 7 de gener de 2002     | Kitt Peak            | Spacewatch        |
| 403269 | 2008 YB154             | 21 de desembre de 2008 | Kitt Peak            | Spacewatch        |
| 403270 | 2008 YR165             | 30 de desembre de 2008 | Kitt Peak            | Spacewatch        |
| 403271 | 2009 AM2               | 2 de gener de 2009     | Mount Lemmon         | Mt. Lemmon Survey |
| 403272 | 2009 AJ10              | 2 de gener de 2009     | Mount Lemmon         | Mt. Lemmon Survey |
| 403273 | 2009 AT14              | 23 de novembre de 2008 | Mount Lemmon         | Mt. Lemmon Survey |
| 403274 | 2009 AY22              | 3 de gener de 2009     | Kitt Peak            | Spacewatch        |
| 403275 | 2009 AO39              | 15 de gener de 2009    | Kitt Peak            | Spacewatch        |
| 403276 | 2009 AB41              | 24 de novembre de 2008 | Mount Lemmon         | Mt. Lemmon Survey |
| 403277 | 2009 AD46              | 3 de gener de 2009     | Mount Lemmon         | Mt. Lemmon Survey |
| 403278 | 2009 AV46              | 2 de gener de 2009     | Kitt Peak            | Spacewatch        |
| 403279 | 2009 BJ20              | 24 de novembre de 2008 | Mount Lemmon         | Mt. Lemmon Survey |
| 403280 | 2009 BD22              | 1 de gener de 2009     | Mount Lemmon         | Mt. Lemmon Survey |
| 403281 | 2009 BJ23              | 1 de desembre de 2008  | Mount Lemmon         | Mt. Lemmon Survey |
| 403282 | 2009 BF27              | 5 de setembre de 2007  | Mount Lemmon         | Mt. Lemmon Survey |
| 403283 | 2009 BA36              | 4 de desembre de 2008  | Mount Lemmon         | Mt. Lemmon Survey |
| 403284 | 2009 BH44              | 16 de gener de 2009    | Kitt Peak            | Spacewatch        |
| 403285 | 2009 BC51              | 16 de gener de 2009    | Mount Lemmon         | Mt. Lemmon Survey |
| 403286 | 2009 BL56              | 17 de gener de 2009    | Mount Lemmon         | Mt. Lemmon Survey |
| 403287 | 2009 BD62              | 18 de gener de 2009    | Mount Lemmon         | Mt. Lemmon Survey |
| 403288 | 2009 BC64              | 20 de gener de 2009    | Catalina             | CSS               |
| 403289 | 2009 BU72              | 31 de desembre de 2008 | Mount Lemmon         | Mt. Lemmon Survey |
| 403290 | 2009 BO75              | 3 de desembre de 2008  | Mount Lemmon         | Mt. Lemmon Survey |
| 403291 | 2009 BX86              | 25 de gener de 2009    | Kitt Peak            | Spacewatch        |
| 403292 | 2009 BW96              | 25 de gener de 2009    | Catalina             | CSS               |
| 403293 | 2009 BQ104             | 16 de gener de 2009    | Kitt Peak            | Spacewatch        |
| 403294 | 2009 BD107             | 17 de gener de 2009    | Kitt Peak            | Spacewatch        |
| 403295 | 2009 BX108             | 29 de gener de 2009    | Mount Lemmon         | Mt. Lemmon Survey |
| 403296 | 2009 BC109             | 30 de gener de 2009    | Mount Lemmon         | Mt. Lemmon Survey |
| 403297 | 2009 BF116             | 29 de gener de 2009    | Kitt Peak            | Spacewatch        |
| 403298 | 2009 BJ144             | 30 de gener de 2009    | Kitt Peak            | Spacewatch        |
| 403299 | 2009 BR158             | 31 de gener de 2009    | Kitt Peak            | Spacewatch        |
| 403300 | 2009 BH162             | 9 d'octubre de 2007    | Mount Lemmon         | Mt. Lemmon Survey |

## 403301-403400
| Nom    | Designació provisional | Data de descobriment   | Lloc de descobriment | Descobridor/s        |
| ------ | ---------------------- | ---------------------- | -------------------- | -------------------- |
| 403301 | 2009 BL164             | 31 de gener de 2009    | Kitt Peak            | Spacewatch           |
| 403302 | 2009 BT173             | 20 de gener de 2009    | Mount Lemmon         | Mt. Lemmon Survey    |
| 403303 | 2009 BA175             | 11 de setembre de 2007 | Mount Lemmon         | Mt. Lemmon Survey    |
| 403304 | 2009 BH182             | 17 de gener de 2009    | Kitt Peak            | Spacewatch           |
| 403305 | 2009 BZ184             | 11 d'octubre de 2004   | Kitt Peak            | Spacewatch           |
| 403306 | 2009 BP190             | 31 de gener de 2009    | Mount Lemmon         | Mt. Lemmon Survey    |
| 403307 | 2009 CR6               | 14 de febrer de 2009   | Heppenheim           | Starkenburg          |
| 403308 | 2009 CD18              | 20 de gener de 2009    | Mount Lemmon         | Mt. Lemmon Survey    |
| 403309 | 2009 CE27              | 1 de febrer de 2009    | Kitt Peak            | Spacewatch           |
| 403310 | 2009 CA29              | 1 de febrer de 2009    | Kitt Peak            | Spacewatch           |
| 403311 | 2009 CC29              | 22 de desembre de 2008 | Mount Lemmon         | Mt. Lemmon Survey    |
| 403312 | 2009 CH29              | 1 de febrer de 2009    | Kitt Peak            | Spacewatch           |
| 403313 | 2009 CS29              | 1 de febrer de 2009    | Kitt Peak            | Spacewatch           |
| 403314 | 2009 CX32              | 1 de febrer de 2009    | Kitt Peak            | Spacewatch           |
| 403315 | 2009 CG43              | 14 de febrer de 2009   | Catalina             | CSS                  |
| 403316 | 2009 CF45              | 17 de gener de 2009    | Mount Lemmon         | Mt. Lemmon Survey    |
| 403317 | 2009 CW59              | 15 de febrer de 2009   | Catalina             | CSS                  |
| 403318 | 2009 CK62              | 4 de febrer de 2009    | Kitt Peak            | Spacewatch           |
| 403319 | 2009 DU14              | 19 de febrer de 2009   | Mount Lemmon         | Mt. Lemmon Survey    |
| 403320 | 2009 DS15              | 16 de febrer de 2009   | La Sagra             | OAM                  |
| 403321 | 2009 DW17              | 19 de febrer de 2009   | Kitt Peak            | Spacewatch           |
| 403322 | 2009 DS19              | 21 de febrer de 2009   | Catalina             | CSS                  |
| 403323 | 2009 DZ20              | 18 de gener de 2009    | Kitt Peak            | Spacewatch           |
| 403324 | 2009 DX21              | 19 de febrer de 2009   | Kitt Peak            | Spacewatch           |
| 403325 | 2009 DW22              | 1 de gener de 2009     | Mount Lemmon         | Mt. Lemmon Survey    |
| 403326 | 2009 DU25              | 31 de gener de 2009    | Kitt Peak            | Spacewatch           |
| 403327 | 2009 DC33              | 23 d'agost de 2007     | Kitt Peak            | Spacewatch           |
| 403328 | 2009 DK53              | 19 de novembre de 2007 | Kitt Peak            | Spacewatch           |
| 403329 | 2009 DJ60              | 22 de febrer de 2009   | Kitt Peak            | Spacewatch           |
| 403330 | 2009 DC70              | 26 de febrer de 2009   | Catalina             | CSS                  |
| 403331 | 2009 DP77              | 4 de febrer de 2009    | Mount Lemmon         | Mt. Lemmon Survey    |
| 403332 | 2009 DG85              | 27 de febrer de 2009   | Kitt Peak            | Spacewatch           |
| 403333 | 2009 DX91              | 27 de febrer de 2009   | Kitt Peak            | Spacewatch           |
| 403334 | 2009 DT93              | 28 de febrer de 2009   | Mount Lemmon         | Mt. Lemmon Survey    |
| 403335 | 2009 DE94              | 28 de febrer de 2009   | Mount Lemmon         | Mt. Lemmon Survey    |
| 403336 | 2009 DV112             | 27 de febrer de 2009   | Catalina             | CSS                  |
| 403337 | 2009 DB119             | 27 de febrer de 2009   | Kitt Peak            | Spacewatch           |
| 403338 | 2009 DA124             | 19 de febrer de 2009   | Kitt Peak            | Spacewatch           |
| 403339 | 2009 DF127             | 20 de febrer de 2009   | Kitt Peak            | Spacewatch           |
| 403340 | 2009 DN131             | 19 de febrer de 2009   | Kitt Peak            | Spacewatch           |
| 403341 | 2009 DH134             | 17 de març de 2005     | Mount Lemmon         | Mt. Lemmon Survey    |
| 403342 | 2009 DM137             | 28 de febrer de 2009   | Kitt Peak            | Spacewatch           |
| 403343 | 2009 EZ12              | 3 de març de 2009      | Catalina             | CSS                  |
| 403344 | 2009 EM24              | 25 d'octubre de 2003   | Kitt Peak            | Spacewatch           |
| 403345 | 2009 EF25              | 27 d'agost de 2006     | Kitt Peak            | Spacewatch           |
| 403346 | 2009 EY30              | 2 de març de 2009      | Mount Lemmon         | Mt. Lemmon Survey    |
| 403347 | 2009 FS3               | 17 de març de 2009     | La Sagra             | OAM                  |
| 403348 | 2009 FB34              | 25 de gener de 2009    | Kitt Peak            | Spacewatch           |
| 403349 | 2009 FV55              | 17 de març de 2009     | Siding Spring        | Siding Spring Survey |
| 403350 | 2009 FY61              | 31 de gener de 2009    | Mount Lemmon         | Mt. Lemmon Survey    |
| 403351 | 2009 FT68              | 26 de març de 2009     | Mount Lemmon         | Mt. Lemmon Survey    |
| 403352 | 2009 FJ71              | 31 de març de 2009     | Kitt Peak            | Spacewatch           |
| 403353 | 2009 FH72              | 18 de març de 2009     | Kitt Peak            | Spacewatch           |
| 403354 | 2009 FH74              | 31 de març de 2009     | Kitt Peak            | Spacewatch           |
| 403355 | 2009 FY74              | 27 de març de 2009     | Siding Spring        | Siding Spring Survey |
| 403356 | 2009 FX75              | 24 de març de 2009     | Kitt Peak            | Spacewatch           |
| 403357 | 2009 HP                | 27 de febrer de 2009   | Catalina             | CSS                  |
| 403358 | 2009 HR3               | 2 d'abril de 2009      | Mount Lemmon         | Mt. Lemmon Survey    |
| 403359 | 2009 HQ4               | 17 d'abril de 2009     | Kitt Peak            | Spacewatch           |
| 403360 | 2009 HS5               | 7 de març de 2009      | Mount Lemmon         | Mt. Lemmon Survey    |
| 403361 | 2009 HP6               | 17 d'abril de 2009     | Kitt Peak            | Spacewatch           |
| 403362 | 2009 HE37              | 21 de juliol de 2006   | Mount Lemmon         | Mt. Lemmon Survey    |
| 403363 | 2009 HR42              | 20 d'abril de 2009     | Kitt Peak            | Spacewatch           |
| 403364 | 2009 HB47              | 18 d'abril de 2009     | Kitt Peak            | Spacewatch           |
| 403365 | 2009 HF49              | 19 d'abril de 2009     | Kitt Peak            | Spacewatch           |
| 403366 | 2009 HJ53              | 19 d'abril de 2009     | Mount Lemmon         | Mt. Lemmon Survey    |
| 403367 | 2009 HN66              | 19 d'abril de 2009     | Kitt Peak            | Spacewatch           |
| 403368 | 2009 HQ66              | 24 d'abril de 2009     | Kitt Peak            | Spacewatch           |
| 403369 | 2009 HX74              | 27 d'abril de 2009     | Mount Lemmon         | Mt. Lemmon Survey    |
| 403370 | 2009 HG75              | 27 d'abril de 2009     | Kitt Peak            | Spacewatch           |
| 403371 | 2009 HC79              | 26 d'abril de 2009     | Kitt Peak            | Spacewatch           |
| 403372 | 2009 HO80              | 19 de març de 2009     | Kitt Peak            | Spacewatch           |
| 403373 | 2009 HS80              | 4 de juny de 2005      | Kitt Peak            | Spacewatch           |
| 403374 | 2009 HN96              | 23 d'abril de 2009     | Kitt Peak            | Spacewatch           |
| 403375 | 2009 HX103             | 20 d'abril de 2009     | Kitt Peak            | Spacewatch           |
| 403376 | 2009 JB10              | 24 de març de 2009     | Mount Lemmon         | Mt. Lemmon Survey    |
| 403377 | 2009 JD12              | 20 d'abril de 2009     | Kitt Peak            | Spacewatch           |
| 403378 | 2009 KC11              | 25 de maig de 2009     | Kitt Peak            | Spacewatch           |
| 403379 | 2009 KU21              | 27 de maig de 2009     | Mount Lemmon         | Mt. Lemmon Survey    |
| 403380 | 2009 MF9               | 15 de juny de 2009     | Kitt Peak            | Spacewatch           |
| 403381 | 2009 OQ18              | 28 de juliol de 2009   | Kitt Peak            | Spacewatch           |
| 403382 | 2009 PS4               | 26 de desembre de 2005 | Kitt Peak            | Spacewatch           |
| 403383 | 2009 PO19              | 15 d'agost de 2009     | Kitt Peak            | Spacewatch           |
| 403384 | 2009 PS20              | 15 d'agost de 2009     | Socorro              | LINEAR               |
| 403385 | 2009 PX20              | 15 d'agost de 2009     | Catalina             | CSS                  |
| 403386 | 2009 QM11              | 22 d'agost de 2009     | Sandlot              | G. Hug               |
| 403387 | 2009 QQ13              | 16 d'agost de 2009     | Kitt Peak            | Spacewatch           |
| 403388 | 2009 QB14              | 16 d'agost de 2009     | Kitt Peak            | Spacewatch           |
| 403389 | 2009 QZ14              | 16 d'agost de 2009     | Kitt Peak            | Spacewatch           |
| 403390 | 2009 QD46              | 27 d'agost de 2009     | Kitt Peak            | Spacewatch           |
| 403391 | 2009 QH52              | 16 d'agost de 2009     | Kitt Peak            | Spacewatch           |
| 403392 | 2009 QE55              | 27 d'agost de 2009     | Kitt Peak            | Spacewatch           |
| 403393 | 2009 QH56              | 28 d'agost de 2009     | Kitt Peak            | Spacewatch           |
| 403394 | 2009 QP56              | 20 d'agost de 2009     | Kitt Peak            | Spacewatch           |
| 403395 | 2009 QA59              | 20 d'agost de 2009     | Kitt Peak            | Spacewatch           |
| 403396 | 2009 QW61              | 27 d'agost de 2009     | Kitt Peak            | Spacewatch           |
| 403397 | 2009 QQ62              | 17 d'agost de 2009     | Kitt Peak            | Spacewatch           |
| 403398 | 2009 RO22              | 15 d'agost de 2009     | Catalina             | CSS                  |
| 403399 | 2009 RU25              | 15 de setembre de 2009 | Kitt Peak            | Spacewatch           |
| 403400 | 2009 RX36              | 30 de desembre de 2005 | Mount Lemmon         | Mt. Lemmon Survey    |

## 403401-403500
| Nom    | Designació provisional | Data de descobriment   | Lloc de descobriment | Descobridor/s             |
| ------ | ---------------------- | ---------------------- | -------------------- | ------------------------- |
| 403401 | 2009 RW44              | 15 de setembre de 2009 | Kitt Peak            | Spacewatch                |
| 403402 | 2009 RR45              | 14 de setembre de 2009 | Socorro              | LINEAR                    |
| 403403 | 2009 RT48              | 15 de setembre de 2009 | Kitt Peak            | Spacewatch                |
| 403404 | 2009 RX50              | 15 de setembre de 2009 | Kitt Peak            | Spacewatch                |
| 403405 | 2009 RM66              | 15 de setembre de 2009 | Kitt Peak            | Spacewatch                |
| 403406 | 2009 RK71              | 15 de setembre de 2009 | Kitt Peak            | Spacewatch                |
| 403407 | 2009 SQ14              | 18 de setembre de 2009 | Bisei SG Center      | BATTeRS                   |
| 403408 | 2009 SM16              | 17 de setembre de 2009 | Mount Lemmon         | Mt. Lemmon Survey         |
| 403409 | 2009 SO17              | 17 de setembre de 2009 | Moletai              | K. Cernis, J. Zdanavicius |
| 403410 | 2009 SA24              | 16 de setembre de 2009 | Kitt Peak            | Spacewatch                |
| 403411 | 2009 SF24              | 16 de setembre de 2009 | Kitt Peak            | Spacewatch                |
| 403412 | 2009 SZ35              | 16 de setembre de 2009 | Kitt Peak            | Spacewatch                |
| 403413 | 2009 SV64              | 17 de setembre de 2009 | Mount Lemmon         | Mt. Lemmon Survey         |
| 403414 | 2009 SU72              | 15 d'agost de 2009     | Kitt Peak            | Spacewatch                |
| 403415 | 2009 SU75              | 14 de març de 2007     | Mount Lemmon         | Mt. Lemmon Survey         |
| 403416 | 2009 SO76              | 17 de setembre de 2009 | Kitt Peak            | Spacewatch                |
| 403417 | 2009 SX78              | 18 de setembre de 2009 | Kitt Peak            | Spacewatch                |
| 403418 | 2009 SM92              | 18 de setembre de 2009 | Mount Lemmon         | Mt. Lemmon Survey         |
| 403419 | 2009 SA96              | 19 de setembre de 2009 | Kitt Peak            | Spacewatch                |
| 403420 | 2009 SZ100             | 17 d'agost de 2009     | Kitt Peak            | Spacewatch                |
| 403421 | 2009 SZ111             | 18 de setembre de 2009 | Kitt Peak            | Spacewatch                |
| 403422 | 2009 SJ113             | 18 de setembre de 2009 | Kitt Peak            | Spacewatch                |
| 403423 | 2009 SL115             | 18 de setembre de 2009 | Kitt Peak            | Spacewatch                |
| 403424 | 2009 SK116             | 18 de setembre de 2009 | Mount Lemmon         | Mt. Lemmon Survey         |
| 403425 | 2009 SO122             | 18 de setembre de 2009 | Mount Lemmon         | Mt. Lemmon Survey         |
| 403426 | 2009 SS129             | 18 de setembre de 2009 | Kitt Peak            | Spacewatch                |
| 403427 | 2009 ST130             | 18 de setembre de 2009 | Kitt Peak            | Spacewatch                |
| 403428 | 2009 SJ132             | 18 de setembre de 2009 | Kitt Peak            | Spacewatch                |
| 403429 | 2009 SA141             | 18 de setembre de 2003 | Kitt Peak            | Spacewatch                |
| 403430 | 2009 ST175             | 19 de setembre de 2009 | Mount Lemmon         | Mt. Lemmon Survey         |
| 403431 | 2009 SD183             | 21 de setembre de 2009 | Kitt Peak            | Spacewatch                |
| 403432 | 2009 SK183             | 21 de setembre de 2009 | Kitt Peak            | Spacewatch                |
| 403433 | 2009 SZ183             | 17 de setembre de 2009 | Kitt Peak            | Spacewatch                |
| 403434 | 2009 SG185             | 21 de setembre de 2009 | Kitt Peak            | Spacewatch                |
| 403435 | 2009 SM192             | 10 de setembre de 2009 | Catalina             | CSS                       |
| 403436 | 2009 SL206             | 23 de setembre de 2009 | Kitt Peak            | Spacewatch                |
| 403437 | 2009 SW212             | 23 de setembre de 2009 | Kitt Peak            | Spacewatch                |
| 403438 | 2009 SF213             | 23 de setembre de 2009 | Kitt Peak            | Spacewatch                |
| 403439 | 2009 SA216             | 24 de setembre de 2009 | Kitt Peak            | Spacewatch                |
| 403440 | 2009 SY229             | 16 de setembre de 2009 | Kitt Peak            | Spacewatch                |
| 403441 | 2009 SM233             | 20 de setembre de 2009 | Mount Lemmon         | Mt. Lemmon Survey         |
| 403442 | 2009 SX234             | 17 de setembre de 2009 | Catalina             | CSS                       |
| 403443 | 2009 SW238             | 16 de setembre de 2009 | Catalina             | CSS                       |
| 403444 | 2009 SY245             | 17 de setembre de 2009 | Kitt Peak            | Spacewatch                |
| 403445 | 2009 SB251             | 28 de juliol de 2009   | Kitt Peak            | Spacewatch                |
| 403446 | 2009 SW268             | 24 de setembre de 2009 | Kitt Peak            | Spacewatch                |
| 403447 | 2009 SQ273             | 17 de setembre de 2009 | Kitt Peak            | Spacewatch                |
| 403448 | 2009 SM276             | 17 de setembre de 2009 | Kitt Peak            | Spacewatch                |
| 403449 | 2009 SH288             | 21 de setembre de 2009 | Kitt Peak            | Spacewatch                |
| 403450 | 2009 SP289             | 25 de setembre de 2009 | Kitt Peak            | Spacewatch                |
| 403451 | 2009 SX293             | 26 de setembre de 2009 | Kitt Peak            | Spacewatch                |
| 403452 | 2009 SA294             | 27 de setembre de 2009 | Kitt Peak            | Spacewatch                |
| 403453 | 2009 SL305             | 17 de setembre de 2009 | Kitt Peak            | Spacewatch                |
| 403454 | 2009 SU309             | 18 de setembre de 2009 | Kitt Peak            | Spacewatch                |
| 403455 | 2009 ST318             | 20 de setembre de 2009 | Kitt Peak            | Spacewatch                |
| 403456 | 2009 SC319             | 27 de desembre de 2005 | Kitt Peak            | Spacewatch                |
| 403457 | 2009 SY321             | 22 de setembre de 2009 | Kitt Peak            | Spacewatch                |
| 403458 | 2009 SE330             | 18 de setembre de 2009 | Kitt Peak            | Spacewatch                |
| 403459 | 2009 SL332             | 21 de setembre de 2009 | Catalina             | CSS                       |
| 403460 | 2009 SD336             | 23 de setembre de 2009 | Kitt Peak            | Spacewatch                |
| 403461 | 2009 ST342             | 16 de setembre de 2009 | Catalina             | CSS                       |
| 403462 | 2009 SA343             | 17 de setembre de 2009 | Kitt Peak            | Spacewatch                |
| 403463 | 2009 SE352             | 22 de setembre de 2009 | Catalina             | CSS                       |
| 403464 | 2009 SG353             | 19 de setembre de 2009 | Kitt Peak            | Spacewatch                |
| 403465 | 2009 SB363             | 15 de setembre de 2009 | Kitt Peak            | Spacewatch                |
| 403466 | 2009 TM4               | 15 de setembre de 2009 | Kitt Peak            | Spacewatch                |
| 403467 | 2009 TU4               | 27 de juliol de 2009   | Kitt Peak            | Spacewatch                |
| 403468 | 2009 TZ7               | 28 de setembre de 2009 | Mount Lemmon         | Mt. Lemmon Survey         |
| 403469 | 2009 TV9               | 15 d'octubre de 2009   | Mayhill              | A. Lowe                   |
| 403470 | 2009 TP10              | 16 de desembre de 1993 | Kitt Peak            | Spacewatch                |
| 403471 | 2009 TT19              | 11 d'octubre de 2009   | Mount Lemmon         | Mt. Lemmon Survey         |
| 403472 | 2009 TB27              | 16 de setembre de 2009 | Catalina             | CSS                       |
| 403473 | 2009 TN33              | 9 d'octubre de 2009    | Catalina             | CSS                       |
| 403474 | 2009 TB34              | 10 d'octubre de 2009   | Catalina             | CSS                       |
| 403475 | 2009 TP42              | 12 d'octubre de 2009   | Mount Lemmon         | Mt. Lemmon Survey         |
| 403476 | 2009 UD3               | 14 d'octubre de 2009   | Mount Lemmon         | Mt. Lemmon Survey         |
| 403477 | 2009 UK5               | 26 de gener de 2006    | Catalina             | CSS                       |
| 403478 | 2009 UL8               | 16 d'octubre de 2009   | Catalina             | CSS                       |
| 403479 | 2009 UQ20              | 2 d'octubre de 2009    | Mount Lemmon         | Mt. Lemmon Survey         |
| 403480 | 2009 UP21              | 16 d'octubre de 2009   | Mount Lemmon         | Mt. Lemmon Survey         |
| 403481 | 2009 UL27              | 19 de setembre de 2009 | Mount Lemmon         | Mt. Lemmon Survey         |
| 403482 | 2009 UP30              | 18 d'octubre de 2009   | Mount Lemmon         | Mt. Lemmon Survey         |
| 403483 | 2009 UH38              | 22 d'octubre de 2009   | Mount Lemmon         | Mt. Lemmon Survey         |
| 403484 | 2009 UB41              | 18 d'octubre de 2009   | Mount Lemmon         | Mt. Lemmon Survey         |
| 403485 | 2009 UB54              | 23 d'octubre de 2009   | Mount Lemmon         | Mt. Lemmon Survey         |
| 403486 | 2009 UX57              | 23 d'octubre de 2009   | Mount Lemmon         | Mt. Lemmon Survey         |
| 403487 | 2009 UU61              | 17 d'octubre de 2009   | Mount Lemmon         | Mt. Lemmon Survey         |
| 403488 | 2009 UC71              | 22 d'octubre de 2009   | Catalina             | CSS                       |
| 403489 | 2009 UD73              | 3 de maig de 2008      | Kitt Peak            | Spacewatch                |
| 403490 | 2009 UJ73              | 18 d'octubre de 2009   | Mount Lemmon         | Mt. Lemmon Survey         |
| 403491 | 2009 UX73              | 21 d'octubre de 2009   | Catalina             | CSS                       |
| 403492 | 2009 UD89              | 24 d'octubre de 2009   | Catalina             | CSS                       |
| 403493 | 2009 UE89              | 26 d'octubre de 2009   | Nazaret              | G. Muler                  |
| 403494 | 2009 UR89              | 24 d'octubre de 2009   | Catalina             | CSS                       |
| 403495 | 2009 UM98              | 23 d'octubre de 2009   | Mount Lemmon         | Mt. Lemmon Survey         |
| 403496 | 2009 UY131             | 16 d'octubre de 2009   | Catalina             | CSS                       |
| 403497 | 2009 UT132             | 17 d'octubre de 2009   | Catalina             | CSS                       |
| 403498 | 2009 UA137             | 27 d'octubre de 2009   | La Sagra             | OAM                       |
| 403499 | 2009 UK147             | 24 d'octubre de 2009   | Kitt Peak            | Spacewatch                |
| 403500 | 2009 VY14              | 24 d'octubre de 2009   | Kitt Peak            | Spacewatch                |

## 403501-403600
| Nom    | Designació provisional | Data de descobriment   | Lloc de descobriment | Descobridor/s        |
| ------ | ---------------------- | ---------------------- | -------------------- | -------------------- |
| 403501 | 2009 VS22              | 9 de novembre de 2009  | Mount Lemmon         | Mt. Lemmon Survey    |
| 403502 | 2009 VZ36              | 8 de novembre de 2009  | Kitt Peak            | Spacewatch           |
| 403503 | 2009 VN59              | 9 de novembre de 2009  | Socorro              | LINEAR               |
| 403504 | 2009 VP61              | 8 de novembre de 2009  | Kitt Peak            | Spacewatch           |
| 403505 | 2009 VO80              | 22 de setembre de 2009 | Catalina             | CSS                  |
| 403506 | 2009 VY82              | 9 de novembre de 2009  | Kitt Peak            | Spacewatch           |
| 403507 | 2009 VY91              | 9 de novembre de 2009  | Catalina             | CSS                  |
| 403508 | 2009 VT92              | 1 d'octubre de 2009    | Mount Lemmon         | Mt. Lemmon Survey    |
| 403509 | 2009 WQ5               | 17 de novembre de 2009 | Vail-Jarnac          | Jarnac               |
| 403510 | 2009 WJ52              | 24 d'octubre de 2009   | Catalina             | CSS                  |
| 403511 | 2009 WY89              | 23 de gener de 2006    | Mount Lemmon         | Mt. Lemmon Survey    |
| 403512 | 2009 WT118             | 20 de novembre de 2009 | Kitt Peak            | Spacewatch           |
| 403513 | 2009 WG120             | 14 de novembre de 1998 | Kitt Peak            | Spacewatch           |
| 403514 | 2009 WW236             | 22 de setembre de 2009 | Mount Lemmon         | Mt. Lemmon Survey    |
| 403515 | 2009 XZ15              | 15 de desembre de 2009 | Mount Lemmon         | Mt. Lemmon Survey    |
| 403516 | 2010 AN3               | 8 de gener de 2010     | Catalina             | CSS                  |
| 403517 | 2010 AR3               | 6 de gener de 2010     | Bisei SG Center      | BATTeRS              |
| 403518 | 2010 AR101             | 28 de setembre de 2009 | Mount Lemmon         | Mt. Lemmon Survey    |
| 403519 | 2010 BJ61              | 19 de setembre de 2003 | Kitt Peak            | Spacewatch           |
| 403520 | 2010 CS6               | 6 de febrer de 2010    | WISE                 | WISE                 |
| 403521 | 2010 CH70              | 13 de febrer de 2010   | Mount Lemmon         | Mt. Lemmon Survey    |
| 403522 | 2010 CB83              | 14 de febrer de 2010   | Mount Lemmon         | Mt. Lemmon Survey    |
| 403523 | 2010 CN150             | 14 de febrer de 2010   | Mount Lemmon         | Mt. Lemmon Survey    |
| 403524 | 2010 DD3               | 5 d'abril de 2003      | Kitt Peak            | Spacewatch           |
| 403525 | 2010 DF45              | 17 de febrer de 2010   | Kitt Peak            | Spacewatch           |
| 403526 | 2010 ES36              | 13 de febrer de 2010   | Kitt Peak            | Spacewatch           |
| 403527 | 2010 EC78              | 8 d'abril de 2003      | Kitt Peak            | Spacewatch           |
| 403528 | 2010 ES101             | 28 de setembre de 1992 | Kitt Peak            | Spacewatch           |
| 403529 | 2010 ED127             | 13 de març de 2010     | Catalina             | CSS                  |
| 403530 | 2010 EJ131             | 28 d'octubre de 2008   | Kitt Peak            | Spacewatch           |
| 403531 | 2010 FN1               | 16 de març de 2010     | Mount Lemmon         | Mt. Lemmon Survey    |
| 403532 | 2010 FG88              | 22 de març de 2010     | ESA OGS              | ESA OGS              |
| 403533 | 2010 FP88              | 17 de març de 2010     | Kitt Peak            | Spacewatch           |
| 403534 | 2010 GZ29              | 26 d'abril de 2003     | Kitt Peak            | Spacewatch           |
| 403535 | 2010 GE98              | 8 de novembre de 2008  | Kitt Peak            | Spacewatch           |
| 403536 | 2010 GW102             | 3 d'octubre de 2008    | Mount Lemmon         | Mt. Lemmon Survey    |
| 403537 | 2010 GY114             | 10 d'abril de 2010     | Kitt Peak            | Spacewatch           |
| 403538 | 2010 GP119             | 11 d'abril de 2010     | Kitt Peak            | Spacewatch           |
| 403539 | 2010 GN140             | 8 d'abril de 2010      | Kitt Peak            | Spacewatch           |
| 403540 | 2010 GP145             | 13 de març de 2010     | Mount Lemmon         | Mt. Lemmon Survey    |
| 403541 | 2010 GO156             | 1 de desembre de 2005  | Kitt Peak            | Spacewatch           |
| 403542 | 2010 HR8               | 17 d'abril de 2010     | WISE                 | WISE                 |
| 403543 | 2010 HG17              | 18 d'abril de 2010     | WISE                 | WISE                 |
| 403544 | 2010 HF80              | 25 d'abril de 2010     | Mount Lemmon         | Mt. Lemmon Survey    |
| 403545 | 2010 HM80              | 26 d'abril de 2010     | Mount Lemmon         | Mt. Lemmon Survey    |
| 403546 | 2010 HQ98              | 30 d'abril de 2010     | WISE                 | WISE                 |
| 403547 | 2010 HB104             | 16 d'abril de 2010     | Siding Spring        | Siding Spring Survey |
| 403548 | 2010 HB114             | 23 de gener de 2006    | Mount Lemmon         | Mt. Lemmon Survey    |
| 403549 | 2010 JJ                | 3 de maig de 2010      | Nogales              | Tenagra II           |
| 403550 | 2010 JY29              | 3 de maig de 2010      | Kitt Peak            | Spacewatch           |
| 403551 | 2010 JX68              | 9 de maig de 2010      | WISE                 | WISE                 |
| 403552 | 2010 JP71              | 5 de maig de 2010      | Mount Lemmon         | Mt. Lemmon Survey    |
| 403553 | 2010 JR72              | 9 de gener de 2006     | Kitt Peak            | Spacewatch           |
| 403554 | 2010 JN165             | 11 de maig de 2010     | Mount Lemmon         | Mt. Lemmon Survey    |
| 403555 | 2010 JQ168             | 12 de maig de 2010     | Mount Lemmon         | Mt. Lemmon Survey    |
| 403556 | 2010 KU58              | 22 de maig de 2010     | WISE                 | WISE                 |
| 403557 | 2010 KR88              | 27 de maig de 2010     | WISE                 | WISE                 |
| 403558 | 2010 LZ4               | 1 de juny de 2010      | WISE                 | WISE                 |
| 403559 | 2010 LD35              | 5 de setembre de 2007  | Catalina             | CSS                  |
| 403560 | 2010 LA70              | 21 de juliol de 2006   | Mount Lemmon         | Mt. Lemmon Survey    |
| 403561 | 2010 LK81              | 31 de març de 2009     | Kitt Peak            | Spacewatch           |
| 403562 | 2010 LX94              | 16 de novembre de 2006 | Catalina             | CSS                  |
| 403563 | 2010 LY97              | 13 de juny de 2010     | WISE                 | WISE                 |
| 403564 | 2010 MV33              | 21 de juny de 2010     | WISE                 | WISE                 |
| 403565 | 2010 ML60              | 24 de juny de 2010     | WISE                 | WISE                 |
| 403566 | 2010 MF103             | 16 d'octubre de 2006   | Kitt Peak            | Spacewatch           |
| 403567 | 2010 MQ107             | 18 de gener de 2008    | Mount Lemmon         | Mt. Lemmon Survey    |
| 403568 | 2010 NJ6               | 6 de juliol de 2010    | Kitt Peak            | Spacewatch           |
| 403569 | 2010 NO37              | 13 de novembre de 2006 | Mount Lemmon         | Mt. Lemmon Survey    |
| 403570 | 2010 NK42              | 9 de juliol de 2010    | WISE                 | WISE                 |
| 403571 | 2010 NJ58              | 18 de novembre de 2001 | Kitt Peak            | Spacewatch           |
| 403572 | 2010 NQ71              | 17 de novembre de 2006 | Kitt Peak            | Spacewatch           |
| 403573 | 2010 NT79              | 25 de novembre de 2006 | Kitt Peak            | Spacewatch           |
| 403574 | 2010 NM97              | 11 de juliol de 2010   | WISE                 | WISE                 |
| 403575 | 2010 NA99              | 19 de setembre de 2001 | Socorro              | LINEAR               |
| 403576 | 2010 NL108             | 5 de març de 2008      | Mount Lemmon         | Mt. Lemmon Survey    |
| 403577 | 2010 NV114             | 14 de juliol de 2010   | WISE                 | WISE                 |
| 403578 | 2010 OY24              | 28 de febrer de 2008   | Kitt Peak            | Spacewatch           |
| 403579 | 2010 OQ30              | 26 de desembre de 2006 | Catalina             | CSS                  |
| 403580 | 2010 OW33              | 20 de juliol de 2010   | WISE                 | WISE                 |
| 403581 | 2010 OY47              | 8 de setembre de 2001  | Socorro              | LINEAR               |
| 403582 | 2010 OQ59              | 24 de juliol de 2010   | WISE                 | WISE                 |
| 403583 | 2010 OD73              | 9 de desembre de 2001  | Socorro              | LINEAR               |
| 403584 | 2010 OR99              | 13 de setembre de 2005 | Kitt Peak            | Spacewatch           |
| 403585 | 2010 OE127             | 16 de setembre de 2006 | Catalina             | CSS                  |
| 403586 | 2010 PN10              | 19 de març de 2005     | Siding Spring        | Siding Spring Survey |
| 403587 | 2010 PY23              | 3 d'agost de 2010      | Kitt Peak            | Spacewatch           |
| 403588 | 2010 PO25              | 17 de desembre de 2001 | Socorro              | LINEAR               |
| 403589 | 2010 PA40              | 26 de gener de 2003    | Kitt Peak            | Spacewatch           |
| 403590 | 2010 PY46              | 13 de desembre de 2006 | Kitt Peak            | Spacewatch           |
| 403591 | 2010 PF58              | 19 de juny de 2010     | Mount Lemmon         | Mt. Lemmon Survey    |
| 403592 | 2010 PN77              | 21 de juny de 2010     | Mount Lemmon         | Mt. Lemmon Survey    |
| 403593 | 2010 PT79              | 13 d'agost de 2010     | Kitt Peak            | Spacewatch           |
| 403594 | 2010 PC80              | 28 de setembre de 2006 | Kitt Peak            | Spacewatch           |
| 403595 | 2010 QN2               | 21 d'agost de 2010     | Siding Spring        | Siding Spring Survey |
| 403596 | 2010 RN4               | 16 d'octubre de 2006   | Kitt Peak            | Spacewatch           |
| 403597 | 2010 RO5               | 2 d'octubre de 2006    | Mount Lemmon         | Mt. Lemmon Survey    |
| 403598 | 2010 RN7               | 2 de setembre de 2010  | Mount Lemmon         | Mt. Lemmon Survey    |
| 403599 | 2010 RQ7               | 10 de gener de 2008    | Kitt Peak            | Spacewatch           |
| 403600 | 2010 RM10              | 2 de setembre de 2010  | Mount Lemmon         | Mt. Lemmon Survey    |

## 403601-403700
| Nom    | Designació provisional | Data de descobriment   | Lloc de descobriment | Descobridor/s     |
| ------ | ---------------------- | ---------------------- | -------------------- | ----------------- |
| 403601 | 2010 RU14              | 17 de setembre de 2006 | Catalina             | CSS               |
| 403602 | 2010 RK29              | 4 de setembre de 2010  | Mount Lemmon         | Mt. Lemmon Survey |
| 403603 | 2010 RC37              | 16 de setembre de 2006 | Catalina             | CSS               |
| 403604 | 2010 RZ37              | 5 de gener de 2003     | Anderson Mesa        | LONEOS            |
| 403605 | 2010 RL40              | 16 de març de 2004     | Kitt Peak            | Spacewatch        |
| 403606 | 2010 RL48              | 4 de setembre de 2010  | Kitt Peak            | Spacewatch        |
| 403607 | 2010 RM49              | 30 d'agost de 2005     | Kitt Peak            | Spacewatch        |
| 403608 | 2010 RC51              | 4 de setembre de 2010  | Kitt Peak            | Spacewatch        |
| 403609 | 2010 RP55              | 18 de desembre de 2007 | Mount Lemmon         | Mt. Lemmon Survey |
| 403610 | 2010 RQ59              | 6 de setembre de 2010  | Kitt Peak            | Spacewatch        |
| 403611 | 2010 RW81              | 10 de febrer de 2008   | Kitt Peak            | Spacewatch        |
| 403612 | 2010 RR85              | 30 de setembre de 2006 | Mount Lemmon         | Mt. Lemmon Survey |
| 403613 | 2010 RZ88              | 20 d'octubre de 2006   | Kitt Peak            | Spacewatch        |
| 403614 | 2010 RB101             | 10 de setembre de 2010 | Kitt Peak            | Spacewatch        |
| 403615 | 2010 RJ101             | 10 de setembre de 2010 | Kitt Peak            | Spacewatch        |
| 403616 | 2010 RM101             | 19 de setembre de 2001 | Socorro              | LINEAR            |
| 403617 | 2010 RC105             | 28 de març de 2008     | Mount Lemmon         | Mt. Lemmon Survey |
| 403618 | 2010 RT106             | 4 d'octubre de 2006    | Mount Lemmon         | Mt. Lemmon Survey |
| 403619 | 2010 RC112             | 11 de setembre de 2010 | Kitt Peak            | Spacewatch        |
| 403620 | 2010 RA121             | 19 de novembre de 2006 | Kitt Peak            | Spacewatch        |
| 403621 | 2010 RD127             | 16 d'octubre de 2006   | Kitt Peak            | Spacewatch        |
| 403622 | 2010 RY127             | 14 de setembre de 2010 | Kitt Peak            | Spacewatch        |
| 403623 | 2010 RE129             | 8 de febrer de 2008    | Kitt Peak            | Spacewatch        |
| 403624 | 2010 RQ133             | 24 de setembre de 2006 | Anderson Mesa        | LONEOS            |
| 403625 | 2010 RB148             | 28 d'octubre de 2006   | Mount Lemmon         | Mt. Lemmon Survey |
| 403626 | 2010 RQ157             | 25 de setembre de 2006 | Kitt Peak            | Spacewatch        |
| 403627 | 2010 RJ174             | 8 de setembre de 2010  | Kitt Peak            | Spacewatch        |
| 403628 | 2010 RC180             | 15 de novembre de 2006 | Catalina             | CSS               |
| 403629 | 2010 RP183             | 14 de febrer de 2004   | Kitt Peak            | Spacewatch        |
| 403630 | 2010 RW183             | 1 d'octubre de 2005    | Mount Lemmon         | Mt. Lemmon Survey |
| 403631 | 2010 SC6               | 16 de setembre de 2010 | Mount Lemmon         | Mt. Lemmon Survey |
| 403632 | 2010 SJ9               | 3 d'octubre de 2006    | Mount Lemmon         | Mt. Lemmon Survey |
| 403633 | 2010 ST11              | 28 de març de 2008     | Mount Lemmon         | Mt. Lemmon Survey |
| 403634 | 2010 SD18              | 2 de setembre de 2010  | Mount Lemmon         | Mt. Lemmon Survey |
| 403635 | 2010 SH19              | 22 de novembre de 2006 | Mount Lemmon         | Mt. Lemmon Survey |
| 403636 | 2010 SC20              | 10 de setembre de 2010 | Kitt Peak            | Spacewatch        |
| 403637 | 2010 SB21              | 20 de setembre de 2001 | Kitt Peak            | Spacewatch        |
| 403638 | 2010 SH39              | 29 de setembre de 2010 | Catalina             | CSS               |
| 403639 | 2010 TG1               | 31 de març de 2009     | Kitt Peak            | Spacewatch        |
| 403640 | 2010 TS2               | 19 de setembre de 2010 | Kitt Peak            | Spacewatch        |
| 403641 | 2010 TC3               | 13 de setembre de 2005 | Kitt Peak            | Spacewatch        |
| 403642 | 2010 TB5               | 28 de març de 2009     | Kitt Peak            | Spacewatch        |
| 403643 | 2010 TO15              | 27 de desembre de 2006 | Mount Lemmon         | Mt. Lemmon Survey |
| 403644 | 2010 TO30              | 14 de setembre de 2010 | Kitt Peak            | Spacewatch        |
| 403645 | 2010 TE43              | 14 de setembre de 2010 | Kitt Peak            | Spacewatch        |
| 403646 | 2010 TP45              | 1 de setembre de 2005  | Kitt Peak            | Spacewatch        |
| 403647 | 2010 TW53              | 8 d'octubre de 2010    | Kitt Peak            | Spacewatch        |
| 403648 | 2010 TH62              | 22 de novembre de 2006 | Kitt Peak            | Spacewatch        |
| 403649 | 2010 TP64              | 4 d'octubre de 2006    | Mount Lemmon         | Mt. Lemmon Survey |
| 403650 | 2010 TG71              | 12 de setembre de 2001 | Socorro              | LINEAR            |
| 403651 | 2010 TE76              | 17 de setembre de 2010 | Kitt Peak            | Spacewatch        |
| 403652 | 2010 TN78              | 20 de maig de 2004     | Kitt Peak            | Spacewatch        |
| 403653 | 2010 TG83              | 12 d'agost de 2010     | Kitt Peak            | Spacewatch        |
| 403654 | 2010 TH84              | 9 de febrer de 2008    | Mount Lemmon         | Mt. Lemmon Survey |
| 403655 | 2010 TB89              | 30 de setembre de 2010 | Mount Lemmon         | Mt. Lemmon Survey |
| 403656 | 2010 TO92              | 2 de setembre de 2010  | Mount Lemmon         | Mt. Lemmon Survey |
| 403657 | 2010 TS92              | 23 d'octubre de 2006   | Catalina             | CSS               |
| 403658 | 2010 TZ95              | 17 d'octubre de 2006   | Mount Lemmon         | Mt. Lemmon Survey |
| 403659 | 2010 TQ96              | 14 de març de 2008     | Catalina             | CSS               |
| 403660 | 2010 TS103             | 28 de febrer de 2008   | Mount Lemmon         | Mt. Lemmon Survey |
| 403661 | 2010 TL105             | 8 de març de 2008      | Mount Lemmon         | Mt. Lemmon Survey |
| 403662 | 2010 TB107             | 1 d'octubre de 2010    | Kitt Peak            | Spacewatch        |
| 403663 | 2010 TH124             | 4 de setembre de 2010  | Kitt Peak            | Spacewatch        |
| 403664 | 2010 TT127             | 10 de juliol de 2010   | WISE                 | WISE              |
| 403665 | 2010 TP157             | 18 d'octubre de 2006   | Kitt Peak            | Spacewatch        |
| 403666 | 2010 TP158             | 27 d'octubre de 2005   | Kitt Peak            | Spacewatch        |
| 403667 | 2010 TQ175             | 26 de setembre de 2006 | Catalina             | CSS               |
| 403668 | 2010 TZ176             | 5 de juny de 2005      | Kitt Peak            | Spacewatch        |
| 403669 | 2010 TA183             | 16 de setembre de 2010 | Kitt Peak            | Spacewatch        |
| 403670 | 2010 TT184             | 15 de desembre de 2006 | Kitt Peak            | Spacewatch        |
| 403671 | 2010 UQ2               | 14 de febrer de 1999   | Kitt Peak            | Spacewatch        |
| 403672 | 2010 UO11              | 20 de novembre de 2006 | Kitt Peak            | Spacewatch        |
| 403673 | 2010 UK21              | 16 d'octubre de 2001   | Kitt Peak            | Spacewatch        |
| 403674 | 2010 UE23              | 29 de novembre de 2005 | Kitt Peak            | Spacewatch        |
| 403675 | 2010 UM25              | 28 d'octubre de 2010   | Kitt Peak            | Spacewatch        |
| 403676 | 2010 UZ26              | 13 de desembre de 2006 | Mount Lemmon         | Mt. Lemmon Survey |
| 403677 | 2010 UB31              | 13 d'octubre de 2010   | Mount Lemmon         | Mt. Lemmon Survey |
| 403678 | 2010 UQ33              | 17 de gener de 2007    | Catalina             | CSS               |
| 403679 | 2010 UU33              | 20 de setembre de 2001 | Socorro              | LINEAR            |
| 403680 | 2010 UB58              | 14 d'octubre de 2010   | Mount Lemmon         | Mt. Lemmon Survey |
| 403681 | 2010 UZ85              | 19 d'octubre de 2010   | Mount Lemmon         | Mt. Lemmon Survey |
| 403682 | 2010 UB107             | 30 d'agost de 2005     | Kitt Peak            | Spacewatch        |
| 403683 | 2010 VT38              | 17 de desembre de 2006 | Catalina             | CSS               |
| 403684 | 2010 VK40              | 11 d'octubre de 2010   | Mount Lemmon         | Mt. Lemmon Survey |
| 403685 | 2010 VY47              | 2 de novembre de 2010  | Kitt Peak            | Spacewatch        |
| 403686 | 2010 VX55              | 30 d'octubre de 2005   | Kitt Peak            | Spacewatch        |
| 403687 | 2010 VY63              | 5 d'abril de 2008      | Mount Lemmon         | Mt. Lemmon Survey |
| 403688 | 2010 VB65              | 30 d'octubre de 2010   | Kitt Peak            | Spacewatch        |
| 403689 | 2010 VW67              | 16 de novembre de 2006 | Mount Lemmon         | Mt. Lemmon Survey |
| 403690 | 2010 VF85              | 1 de novembre de 2010  | Kitt Peak            | Spacewatch        |
| 403691 | 2010 VW95              | 29 de novembre de 1997 | Kitt Peak            | Spacewatch        |
| 403692 | 2010 VY97              | 11 d'abril de 2008     | Mount Lemmon         | Mt. Lemmon Survey |
| 403693 | 2010 VK100             | 4 de març de 2008      | Kitt Peak            | Spacewatch        |
| 403694 | 2010 VG102             | 30 de setembre de 2005 | Mount Lemmon         | Mt. Lemmon Survey |
| 403695 | 2010 VN105             | 10 de setembre de 2004 | Socorro              | LINEAR            |
| 403696 | 2010 VQ105             | 31 d'octubre de 2005   | Mount Lemmon         | Mt. Lemmon Survey |
| 403697 | 2010 VG113             | 1 de desembre de 2005  | Mount Lemmon         | Mt. Lemmon Survey |
| 403698 | 2010 VS116             | 30 de novembre de 2005 | Kitt Peak            | Spacewatch        |
| 403699 | 2010 VC118             | 19 de març de 2007     | Mount Lemmon         | Mt. Lemmon Survey |
| 403700 | 2010 VZ144             | 17 d'octubre de 2010   | Mount Lemmon         | Mt. Lemmon Survey |

## 403701-403800
| Nom    | Designació provisional | Data de descobriment   | Lloc de descobriment | Descobridor/s                                          |
| ------ | ---------------------- | ---------------------- | -------------------- | ------------------------------------------------------ |
| 403701 | 2010 VF149             | 22 de febrer de 2007   | Kitt Peak            | Spacewatch                                             |
| 403702 | 2010 VR150             | 6 de novembre de 2010  | Mount Lemmon         | Mt. Lemmon Survey                                      |
| 403703 | 2010 VD157             | 8 de novembre de 2010  | Kitt Peak            | Spacewatch                                             |
| 403704 | 2010 VL159             | 30 de desembre de 2005 | Kitt Peak            | Spacewatch                                             |
| 403705 | 2010 VN166             | 24 de novembre de 2006 | Mount Lemmon         | Mt. Lemmon Survey                                      |
| 403706 | 2010 VU171             | 10 de novembre de 2010 | Mount Lemmon         | Mt. Lemmon Survey                                      |
| 403707 | 2010 VY172             | 10 de novembre de 2010 | Mount Lemmon         | Mt. Lemmon Survey                                      |
| 403708 | 2010 VF175             | 27 de gener de 2007    | Mount Lemmon         | Mt. Lemmon Survey                                      |
| 403709 | 2010 VB185             | 28 de desembre de 2005 | Kitt Peak            | Spacewatch                                             |
| 403710 | 2010 VD187             | 10 d'octubre de 2010   | Mount Lemmon         | Mt. Lemmon Survey                                      |
| 403711 | 2010 VE203             | 29 de gener de 1995    | Kitt Peak            | Spacewatch                                             |
| 403712 | 2010 VV203             | 8 de febrer de 2008    | Kitt Peak            | Spacewatch                                             |
| 403713 | 2010 VL204             | 14 de setembre de 2005 | Kitt Peak            | Spacewatch                                             |
| 403714 | 2010 VT205             | 20 de setembre de 1995 | Kitt Peak            | Spacewatch                                             |
| 403715 | 2010 VA208             | 12 d'abril de 2004     | Kitt Peak            | Spacewatch                                             |
| 403716 | 2010 VK215             | 29 d'agost de 2005     | Kitt Peak            | Spacewatch                                             |
| 403717 | 2010 VV219             | 20 de novembre de 2006 | Kitt Peak            | Spacewatch                                             |
| 403718 | 2010 WU7               | 12 de març de 2007     | Kitt Peak            | Spacewatch                                             |
| 403719 | 2010 WH11              | 30 d'octubre de 2010   | Mount Lemmon         | Mt. Lemmon Survey                                      |
| 403720 | 2010 WX12              | 1 de novembre de 2005  | Mount Lemmon         | Mt. Lemmon Survey                                      |
| 403721 | 2010 WK24              | 12 de novembre de 2005 | Kitt Peak            | Spacewatch                                             |
| 403722 | 2010 WR26              | 10 de setembre de 2004 | Kitt Peak            | Spacewatch                                             |
| 403723 | 2010 WU30              | 29 d'octubre de 2005   | Mount Lemmon         | Mt. Lemmon Survey                                      |
| 403724 | 2010 WR52              | 14 de novembre de 1999 | Socorro              | LINEAR                                                 |
| 403725 | 2010 WV53              | 11 de juny de 2004     | Kitt Peak            | Spacewatch                                             |
| 403726 | 2010 WQ58              | 13 de novembre de 2010 | Kitt Peak            | Spacewatch                                             |
| 403727 | 2010 WH60              | 3 de novembre de 2010  | Kitt Peak            | Spacewatch                                             |
| 403728 | 2010 WR63              | 24 de setembre de 2009 | Mount Lemmon         | Mt. Lemmon Survey                                      |
| 403729 | 2010 XU8               | 7 de gener de 2003     | Socorro              | LINEAR                                                 |
| 403730 | 2010 XX10              | 11 d'octubre de 1977   | Palomar              | C. J. van Houten, I. van Houten-Groeneveld, T. Gehrels |
| 403731 | 2010 XQ20              | 13 de setembre de 2004 | Socorro              | LINEAR                                                 |
| 403732 | 2010 XA39              | 3 d'octubre de 2005    | Catalina             | CSS                                                    |
| 403733 | 2010 XS40              | 18 de setembre de 2009 | Mount Lemmon         | Mt. Lemmon Survey                                      |
| 403734 | 2010 XB41              | 16 de setembre de 2009 | Catalina             | CSS                                                    |
| 403735 | 2010 XE44              | 28 d'octubre de 2005   | Mount Lemmon         | Mt. Lemmon Survey                                      |
| 403736 | 2010 XC57              | 31 de març de 2008     | Mount Lemmon         | Mt. Lemmon Survey                                      |
| 403737 | 2010 XW57              | 7 de desembre de 2005  | Kitt Peak            | Spacewatch                                             |
| 403738 | 2010 XU66              | 26 de desembre de 2005 | Kitt Peak            | Spacewatch                                             |
| 403739 | 2010 XN85              | 27 de gener de 2007    | Mount Lemmon         | Mt. Lemmon Survey                                      |
| 403740 | 2011 AZ                | 30 d'agost de 2005     | Kitt Peak            | Spacewatch                                             |
| 403741 | 2011 AM5               | 30 de maig de 2009     | Mount Lemmon         | Mt. Lemmon Survey                                      |
| 403742 | 2011 AB13              | 3 de gener de 2011     | Catalina             | CSS                                                    |
| 403743 | 2011 AJ14              | 18 de setembre de 2009 | Catalina             | CSS                                                    |
| 403744 | 2011 AJ16              | 1 de desembre de 2005  | Kitt Peak            | Spacewatch                                             |
| 403745 | 2011 AS23              | 7 de novembre de 2010  | Mount Lemmon         | Mt. Lemmon Survey                                      |
| 403746 | 2011 AR29              | 27 de gener de 2006    | Mount Lemmon         | Mt. Lemmon Survey                                      |
| 403747 | 2011 AX41              | 24 de maig de 2001     | Kitt Peak            | Spacewatch                                             |
| 403748 | 2011 AH42              | 4 de març de 2006      | Kitt Peak            | Spacewatch                                             |
| 403749 | 2011 AC56              | 2 de gener de 2006     | Catalina             | CSS                                                    |
| 403750 | 2011 AQ62              | 8 de gener de 1994     | Kitt Peak            | Spacewatch                                             |
| 403751 | 2011 AF74              | 11 de desembre de 2004 | Kitt Peak            | Spacewatch                                             |
| 403752 | 2011 AH79              | 22 de setembre de 2009 | Catalina             | CSS                                                    |
| 403753 | 2011 BS2               | 7 de gener de 2006     | Kitt Peak            | Spacewatch                                             |
| 403754 | 2011 BE6               | 3 de novembre de 2004  | Kitt Peak            | Spacewatch                                             |
| 403755 | 2011 BZ9               | 29 d'agost de 2009     | Kitt Peak            | Spacewatch                                             |
| 403756 | 2011 BV13              | 30 de setembre de 2009 | Mount Lemmon         | Mt. Lemmon Survey                                      |
| 403757 | 2011 BN28              | 9 de novembre de 2009  | Catalina             | CSS                                                    |
| 403758 | 2011 BG33              | 18 de novembre de 1998 | Kitt Peak            | Spacewatch                                             |
| 403759 | 2011 BH58              | 2 de març de 2006      | Kitt Peak            | Spacewatch                                             |
| 403760 | 2011 BY83              | 25 de setembre de 2009 | Kitt Peak            | Spacewatch                                             |
| 403761 | 2011 BR85              | 17 de setembre de 2009 | Catalina             | CSS                                                    |
| 403762 | 2011 BX136             | 23 d'octubre de 2009   | Mount Lemmon         | Mt. Lemmon Survey                                      |
| 403763 | 2011 CE1               | 18 d'octubre de 2009   | Catalina             | CSS                                                    |
| 403764 | 2011 CH5               | 16 d'octubre de 2009   | Catalina             | CSS                                                    |
| 403765 | 2011 CE20              | 20 de setembre de 2008 | Mount Lemmon         | Mt. Lemmon Survey                                      |
| 403766 | 2011 DA3               | 5 de març de 2006      | Kitt Peak            | Spacewatch                                             |
| 403767 | 2011 DP24              | 2 d'abril de 2006      | Anderson Mesa        | LONEOS                                                 |
| 403768 | 2011 DF26              | 15 de gener de 2005    | Kitt Peak            | Spacewatch                                             |
| 403769 | 2011 DL29              | 17 de setembre de 2009 | Catalina             | CSS                                                    |
| 403770 | 2011 EA2               | 18 de novembre de 2009 | Catalina             | CSS                                                    |
| 403771 | 2011 EV40              | 9 de març de 2011      | Socorro              | LINEAR                                                 |
| 403772 | 2011 EY50              | 24 de febrer de 2006   | Catalina             | CSS                                                    |
| 403773 | 2011 EA77              | 24 de febrer de 2006   | Kitt Peak            | Spacewatch                                             |
| 403774 | 2011 FO94              | 2 de març de 2006      | Kitt Peak            | Spacewatch                                             |
| 403775 | 2011 HS4               | 26 d'abril de 2011     | Mount Lemmon         | Mt. Lemmon Survey                                      |
| 403776 | 2011 OV48              | 23 de setembre de 2008 | Kitt Peak            | Spacewatch                                             |
| 403777 | 2011 PD                | 9 d'octubre de 2005    | Kitt Peak            | Spacewatch                                             |
| 403778 | 2011 QU35              | 10 de novembre de 2005 | Kitt Peak            | Spacewatch                                             |
| 403779 | 2011 QX68              | 22 d'octubre de 2005   | Kitt Peak            | Spacewatch                                             |
| 403780 | 2011 QJ79              | 29 d'octubre de 2008   | Kitt Peak            | Spacewatch                                             |
| 403781 | 2011 RU17              | 22 de novembre de 2008 | Kitt Peak            | Spacewatch                                             |
| 403782 | 2011 SL56              | 1 de febrer de 2003    | Kitt Peak            | Spacewatch                                             |
| 403783 | 2011 SC84              | 3 d'octubre de 2008    | Mount Lemmon         | Mt. Lemmon Survey                                      |
| 403784 | 2011 SJ132             | 23 de setembre de 2011 | Kitt Peak            | Spacewatch                                             |
| 403785 | 2011 SK165             | 21 de setembre de 2011 | Kitt Peak            | Spacewatch                                             |
| 403786 | 2011 SS166             | 12 de setembre de 2001 | Socorro              | LINEAR                                                 |
| 403787 | 2011 SE174             | 12 de setembre de 2001 | Socorro              | LINEAR                                                 |
| 403788 | 2011 SU178             | 16 de setembre de 2001 | Socorro              | LINEAR                                                 |
| 403789 | 2011 SL179             | 11 de setembre de 2007 | Kitt Peak            | Spacewatch                                             |
| 403790 | 2011 SO184             | 13 de novembre de 2006 | Kitt Peak            | Spacewatch                                             |
| 403791 | 2011 SY190             | 7 de gener de 2005     | Socorro              | LINEAR                                                 |
| 403792 | 2011 SB195             | 3 de març de 2006      | Kitt Peak            | Spacewatch                                             |
| 403793 | 2011 SG231             | 9 d'octubre de 2004    | Kitt Peak            | Spacewatch                                             |
| 403794 | 2011 SB232             | 28 de gener de 2009    | Kitt Peak            | Spacewatch                                             |
| 403795 | 2011 SR235             | 19 de juny de 2010     | Mount Lemmon         | Mt. Lemmon Survey                                      |
| 403796 | 2011 SH249             | 6 de gener de 2006     | Kitt Peak            | Spacewatch                                             |
| 403797 | 2011 SX260             | 27 de setembre de 2000 | Kitt Peak            | Spacewatch                                             |
| 403798 | 2011 UW5               | 1 de febrer de 2009    | Kitt Peak            | Spacewatch                                             |
| 403799 | 2011 UR14              | 17 d'octubre de 2011   | Kitt Peak            | Spacewatch                                             |
| 403800 | 2011 UC24              | 25 de desembre de 2005 | Kitt Peak            | Spacewatch                                             |

## 403801-403900
| Nom    | Designació provisional | Data de descobriment   | Lloc de descobriment | Descobridor/s     |
| ------ | ---------------------- | ---------------------- | -------------------- | ----------------- |
| 403801 | 2011 UG47              | 18 d'octubre de 2011   | Kitt Peak            | Spacewatch        |
| 403802 | 2011 UU48              | 10 de desembre de 2004 | Kitt Peak            | Spacewatch        |
| 403803 | 2011 UH49              | 18 d'octubre de 2011   | Kitt Peak            | Spacewatch        |
| 403804 | 2011 UT54              | 12 d'octubre de 2007   | Mount Lemmon         | Mt. Lemmon Survey |
| 403805 | 2011 UC57              | 19 de novembre de 1998 | Kitt Peak            | Spacewatch        |
| 403806 | 2011 UH64              | 18 d'octubre de 2011   | Mount Lemmon         | Mt. Lemmon Survey |
| 403807 | 2011 UE76              | 19 d'octubre de 2011   | Kitt Peak            | Spacewatch        |
| 403808 | 2011 UR101             | 10 de març de 2005     | Mount Lemmon         | Mt. Lemmon Survey |
| 403809 | 2011 UU103             | 15 de desembre de 2004 | Kitt Peak            | Spacewatch        |
| 403810 | 2011 UL114             | 10 de desembre de 2004 | Socorro              | LINEAR            |
| 403811 | 2011 UX116             | 10 de setembre de 2007 | Mount Lemmon         | Mt. Lemmon Survey |
| 403812 | 2011 UJ117             | 7 de maig de 2006      | Mount Lemmon         | Mt. Lemmon Survey |
| 403813 | 2011 UO117             | 19 de juliol de 2004   | Anderson Mesa        | LONEOS            |
| 403814 | 2011 UJ124             | 24 de novembre de 2008 | Mount Lemmon         | Mt. Lemmon Survey |
| 403815 | 2011 UA130             | 5 d'abril de 2000      | Socorro              | LINEAR            |
| 403816 | 2011 UL133             | 28 de desembre de 2005 | Mount Lemmon         | Mt. Lemmon Survey |
| 403817 | 2011 UR144             | 8 de novembre de 2008  | Mount Lemmon         | Mt. Lemmon Survey |
| 403818 | 2011 UY144             | 24 d'octubre de 2011   | Catalina             | CSS               |
| 403819 | 2011 UD149             | 29 de febrer de 2008   | Mount Lemmon         | Mt. Lemmon Survey |
| 403820 | 2011 UB159             | 15 de setembre de 2004 | Kitt Peak            | Spacewatch        |
| 403821 | 2011 UN161             | 12 de setembre de 2007 | Catalina             | CSS               |
| 403822 | 2011 UX161             | 8 d'octubre de 2004    | Kitt Peak            | Spacewatch        |
| 403823 | 2011 UD162             | 7 d'octubre de 2004    | Anderson Mesa        | LONEOS            |
| 403824 | 2011 UM164             | 7 de gener de 2006     | Kitt Peak            | Spacewatch        |
| 403825 | 2011 UY165             | 12 de desembre de 2004 | Kitt Peak            | Spacewatch        |
| 403826 | 2011 UM179             | 8 de gener de 2005     | Campo Imperatore     | CINEOS            |
| 403827 | 2011 UC183             | 14 d'octubre de 2001   | Socorro              | LINEAR            |
| 403828 | 2011 UU185             | 30 de desembre de 2008 | Mount Lemmon         | Mt. Lemmon Survey |
| 403829 | 2011 UT199             | 4 de novembre de 2007  | Kitt Peak            | Spacewatch        |
| 403830 | 2011 UB210             | 31 d'octubre de 2008   | Mount Lemmon         | Mt. Lemmon Survey |
| 403831 | 2011 UA219             | 19 d'octubre de 2011   | Mount Lemmon         | Mt. Lemmon Survey |
| 403832 | 2011 UL237             | 14 de setembre de 2007 | Socorro              | LINEAR            |
| 403833 | 2011 UD241             | 10 de setembre de 2004 | Kitt Peak            | Spacewatch        |
| 403834 | 2011 UW244             | 19 de gener de 2005    | Kitt Peak            | Spacewatch        |
| 403835 | 2011 UW249             | 14 d'abril de 2010     | Kitt Peak            | Spacewatch        |
| 403836 | 2011 UM251             | 19 de desembre de 2004 | Mount Lemmon         | Mt. Lemmon Survey |
| 403837 | 2011 UR253             | 19 de maig de 2010     | Mount Lemmon         | Mt. Lemmon Survey |
| 403838 | 2011 UC254             | 26 de gener de 2006    | Kitt Peak            | Spacewatch        |
| 403839 | 2011 US263             | 22 de març de 2009     | Mount Lemmon         | Mt. Lemmon Survey |
| 403840 | 2011 UW266             | 18 de març de 2009     | Catalina             | CSS               |
| 403841 | 2011 UC268             | 14 de setembre de 2007 | Kitt Peak            | Spacewatch        |
| 403842 | 2011 UX269             | 31 de gener de 2009    | Mount Lemmon         | Mt. Lemmon Survey |
| 403843 | 2011 UF278             | 24 de juliol de 2000   | Kitt Peak            | Spacewatch        |
| 403844 | 2011 UX282             | 10 d'abril de 2010     | Kitt Peak            | Spacewatch        |
| 403845 | 2011 UG283             | 11 de maig de 2007     | Mount Lemmon         | Mt. Lemmon Survey |
| 403846 | 2011 UD297             | 11 de setembre de 2004 | Kitt Peak            | Spacewatch        |
| 403847 | 2011 UG300             | 29 d'octubre de 2011   | Kitt Peak            | Spacewatch        |
| 403848 | 2011 UX300             | 21 de febrer de 2009   | Kitt Peak            | Spacewatch        |
| 403849 | 2011 UX301             | 1 de gener de 2009     | Mount Lemmon         | Mt. Lemmon Survey |
| 403850 | 2011 UK310             | 6 d'octubre de 1996    | Kitt Peak            | Spacewatch        |
| 403851 | 2011 UX313             | 18 de març de 2010     | Kitt Peak            | Spacewatch        |
| 403852 | 2011 UM314             | 10 de desembre de 2004 | Kitt Peak            | Spacewatch        |
| 403853 | 2011 UN315             | 18 de setembre de 2006 | Catalina             | CSS               |
| 403854 | 2011 UD318             | 21 de setembre de 2007 | Kitt Peak            | Spacewatch        |
| 403855 | 2011 UZ318             | 14 de setembre de 2007 | Kitt Peak            | Spacewatch        |
| 403856 | 2011 UE341             | 19 de gener de 2005    | Kitt Peak            | Spacewatch        |
| 403857 | 2011 UL341             | 27 d'agost de 2001     | Kitt Peak            | Spacewatch        |
| 403858 | 2011 UD344             | 14 d'abril de 2005     | Kitt Peak            | Spacewatch        |
| 403859 | 2011 UY357             | 7 de maig de 2006      | Mount Lemmon         | Mt. Lemmon Survey |
| 403860 | 2011 UR382             | 18 de febrer de 2004   | Kitt Peak            | Spacewatch        |
| 403861 | 2011 UT385             | 27 de desembre de 2003 | Socorro              | LINEAR            |
| 403862 | 2011 UT389             | 31 de desembre de 2008 | Kitt Peak            | Spacewatch        |
| 403863 | 2011 UU389             | 9 de desembre de 2004  | Kitt Peak            | Spacewatch        |
| 403864 | 2011 VQ11              | 15 d'octubre de 2007   | Mount Lemmon         | Mt. Lemmon Survey |
| 403865 | 2011 VO13              | 20 d'octubre de 2011   | Mount Lemmon         | Mt. Lemmon Survey |
| 403866 | 2011 VK16              | 23 de setembre de 2011 | Kitt Peak            | Spacewatch        |
| 403867 | 2011 VA19              | 7 de febrer de 2002    | Kitt Peak            | Spacewatch        |
| 403868 | 2011 WN16              | 16 d'octubre de 2007   | Catalina             | CSS               |
| 403869 | 2011 WH19              | 11 de novembre de 1996 | Kitt Peak            | Spacewatch        |
| 403870 | 2011 WX24              | 4 de setembre de 2007  | Mount Lemmon         | Mt. Lemmon Survey |
| 403871 | 2011 WU25              | 18 de setembre de 2006 | Kitt Peak            | Spacewatch        |
| 403872 | 2011 WJ35              | 30 d'octubre de 2011   | Mount Lemmon         | Mt. Lemmon Survey |
| 403873 | 2011 WN37              | 9 de març de 2005      | Mount Lemmon         | Mt. Lemmon Survey |
| 403874 | 2011 WD47              | 18 de novembre de 1998 | Kitt Peak            | Spacewatch        |
| 403875 | 2011 WP62              | 23 d'octubre de 2011   | Kitt Peak            | Spacewatch        |
| 403876 | 2011 WH66              | 28 de setembre de 2000 | Kitt Peak            | Spacewatch        |
| 403877 | 2011 WN66              | 19 de desembre de 2003 | Socorro              | LINEAR            |
| 403878 | 2011 WH72              | 26 d'abril de 2006     | Kitt Peak            | Spacewatch        |
| 403879 | 2011 WN72              | 24 de maig de 2006     | Kitt Peak            | Spacewatch        |
| 403880 | 2011 WV82              | 3 de novembre de 2004  | Kitt Peak            | Spacewatch        |
| 403881 | 2011 WF85              | 12 de setembre de 2007 | Mount Lemmon         | Mt. Lemmon Survey |
| 403882 | 2011 WV90              | 12 d'octubre de 2007   | Mount Lemmon         | Mt. Lemmon Survey |
| 403883 | 2011 WU96              | 31 de gener de 2006    | Kitt Peak            | Spacewatch        |
| 403884 | 2011 WD105             | 6 de febrer de 2002    | Socorro              | LINEAR            |
| 403885 | 2011 WB106             | 13 de setembre de 2007 | Mount Lemmon         | Mt. Lemmon Survey |
| 403886 | 2011 WW114             | 1 de febrer de 2009    | Kitt Peak            | Spacewatch        |
| 403887 | 2011 WO116             | 5 de setembre de 1994  | Kitt Peak            | Spacewatch        |
| 403888 | 2011 WP116             | 13 d'octubre de 2007   | Catalina             | CSS               |
| 403889 | 2011 WU117             | 14 de desembre de 2004 | Campo Imperatore     | CINEOS            |
| 403890 | 2011 WO124             | 8 d'abril de 2006      | Kitt Peak            | Spacewatch        |
| 403891 | 2011 WM131             | 16 de desembre de 2004 | Kitt Peak            | Spacewatch        |
| 403892 | 2011 WC142             | 6 de maig de 2010      | Mount Lemmon         | Mt. Lemmon Survey |
| 403893 | 2011 WX144             | 1 de setembre de 1998  | Kitt Peak            | Spacewatch        |
| 403894 | 2011 WG152             | 12 de gener de 2002    | Kitt Peak            | Spacewatch        |
| 403895 | 2011 WS152             | 28 de desembre de 2003 | Kitt Peak            | Spacewatch        |
| 403896 | 2011 WR153             | 30 de setembre de 2011 | Mount Lemmon         | Mt. Lemmon Survey |
| 403897 | 2011 YX                | 27 de maig de 2003     | Kitt Peak            | Spacewatch        |
| 403898 | 2011 YL2               | 1 de gener de 2008     | Catalina             | CSS               |
| 403899 | 2011 YL7               | 19 de novembre de 2006 | Catalina             | CSS               |
| 403900 | 2011 YC14              | 30 de setembre de 2006 | Mount Lemmon         | Mt. Lemmon Survey |

## 403901-404000
| Nom    | Designació provisional | Data de descobriment   | Lloc de descobriment | Descobridor/s          |
| ------ | ---------------------- | ---------------------- | -------------------- | ---------------------- |
| 403901 | 2011 YQ17              | 23 de novembre de 2006 | Mount Lemmon         | Mt. Lemmon Survey      |
| 403902 | 2011 YU22              | 22 de novembre de 2011 | Mount Lemmon         | Mt. Lemmon Survey      |
| 403903 | 2011 YV24              | 25 de desembre de 2011 | Kitt Peak            | Spacewatch             |
| 403904 | 2011 YJ36              | 22 de febrer de 2007   | Catalina             | CSS                    |
| 403905 | 2011 YD38              | 15 de febrer de 2007   | Catalina             | CSS                    |
| 403906 | 2011 YO40              | 13 de gener de 2008    | Kitt Peak            | Spacewatch             |
| 403907 | 2011 YT42              | 18 d'agost de 2007     | Anderson Mesa        | LONEOS                 |
| 403908 | 2011 YO44              | 20 de setembre de 1996 | Kitt Peak            | Spacewatch             |
| 403909 | 2011 YQ45              | 12 de setembre de 1994 | Kitt Peak            | Spacewatch             |
| 403910 | 2011 YQ46              | 1 de desembre de 1996  | Kitt Peak            | Spacewatch             |
| 403911 | 2011 YX47              | 2 d'abril de 2009      | Kitt Peak            | Spacewatch             |
| 403912 | 2011 YD51              | 12 d'octubre de 2007   | Mount Lemmon         | Mt. Lemmon Survey      |
| 403913 | 2011 YQ56              | 29 de desembre de 2011 | Kitt Peak            | Spacewatch             |
| 403914 | 2011 YR59              | 29 de desembre de 2011 | Kitt Peak            | Spacewatch             |
| 403915 | 2011 YS59              | 6 de març de 2008      | Catalina             | CSS                    |
| 403916 | 2011 YE60              | 30 d'octubre de 2010   | Mount Lemmon         | Mt. Lemmon Survey      |
| 403917 | 2011 YJ64              | 11 de febrer de 2008   | Mount Lemmon         | Mt. Lemmon Survey      |
| 403918 | 2011 YL67              | 4 d'octubre de 2006    | Mount Lemmon         | Mt. Lemmon Survey      |
| 403919 | 2011 YH68              | 18 de novembre de 2006 | Mount Lemmon         | Mt. Lemmon Survey      |
| 403920 | 2011 YB75              | 31 de desembre de 2011 | Catalina             | CSS                    |
| 403921 | 2012 AC7               | 16 de setembre de 2006 | Catalina             | CSS                    |
| 403922 | 2012 AF8               | 25 de desembre de 2011 | Kitt Peak            | Spacewatch             |
| 403923 | 2012 AK9               | 10 de gener de 2008    | Kitt Peak            | Spacewatch             |
| 403924 | 2012 AG13              | 11 de novembre de 2007 | XuYi                 | PMO NEO Survey Program |
| 403925 | 2012 AV13              | 27 de juliol de 2009   | Kitt Peak            | Spacewatch             |
| 403926 | 2012 AY16              | 20 de febrer de 2007   | Siding Spring        | Siding Spring Survey   |
| 403927 | 2012 AP17              | 1 de desembre de 2003  | Kitt Peak            | Spacewatch             |
| 403928 | 2012 AE20              | 26 de desembre de 2011 | Kitt Peak            | Spacewatch             |
| 403929 | 2012 BX3               | 18 de desembre de 2004 | Mount Lemmon         | Mt. Lemmon Survey      |
| 403930 | 2012 BT9               | 20 d'octubre de 2006   | Catalina             | CSS                    |
| 403931 | 2012 BY11              | 13 d'abril de 2008     | Mount Lemmon         | Mt. Lemmon Survey      |
| 403932 | 2012 BY15              | 4 de desembre de 2007  | Catalina             | CSS                    |
| 403933 | 2012 BZ15              | 5 de juliol de 2010    | Kitt Peak            | Spacewatch             |
| 403934 | 2012 BN17              | 11 de setembre de 2010 | Mount Lemmon         | Mt. Lemmon Survey      |
| 403935 | 2012 BR18              | 15 de març de 2007     | Mount Lemmon         | Mt. Lemmon Survey      |
| 403936 | 2012 BE20              | 22 de novembre de 2005 | Kitt Peak            | Spacewatch             |
| 403937 | 2012 BH20              | 5 de juny de 2005      | Kitt Peak            | Spacewatch             |
| 403938 | 2012 BS20              | 6 de desembre de 2005  | Kitt Peak            | Spacewatch             |
| 403939 | 2012 BD21              | 21 de setembre de 2001 | Anderson Mesa        | LONEOS                 |
| 403940 | 2012 BH25              | 28 de novembre de 2011 | Mount Lemmon         | Mt. Lemmon Survey      |
| 403941 | 2012 BY25              | 29 de febrer de 2008   | Mount Lemmon         | Mt. Lemmon Survey      |
| 403942 | 2012 BB28              | 19 de gener de 2012    | Kitt Peak            | Spacewatch             |
| 403943 | 2012 BJ28              | 16 de maig de 1999     | Kitt Peak            | Spacewatch             |
| 403944 | 2012 BW28              | 23 de maig de 2003     | Kitt Peak            | Spacewatch             |
| 403945 | 2012 BW30              | 28 de juny de 2010     | WISE                 | WISE                   |
| 403946 | 2012 BU31              | 31 d'agost de 2005     | Kitt Peak            | Spacewatch             |
| 403947 | 2012 BN33              | 2 de novembre de 2006  | Mount Lemmon         | Mt. Lemmon Survey      |
| 403948 | 2012 BD35              | 18 de novembre de 2006 | Kitt Peak            | Spacewatch             |
| 403949 | 2012 BS37              | 16 de setembre de 2010 | Kitt Peak            | Spacewatch             |
| 403950 | 2012 BF39              | 12 de febrer de 2002   | Kitt Peak            | Spacewatch             |
| 403951 | 2012 BV39              | 25 de setembre de 2006 | Mount Lemmon         | Mt. Lemmon Survey      |
| 403952 | 2012 BA45              | 19 de novembre de 2003 | Kitt Peak            | Spacewatch             |
| 403953 | 2012 BP47              | 21 de desembre de 2005 | Catalina             | CSS                    |
| 403954 | 2012 BL48              | 30 de juny de 2005     | Kitt Peak            | Spacewatch             |
| 403955 | 2012 BP48              | 29 de desembre de 2011 | Kitt Peak            | Spacewatch             |
| 403956 | 2012 BC52              | 16 de setembre de 2010 | Mount Lemmon         | Mt. Lemmon Survey      |
| 403957 | 2012 BE52              | 1 de desembre de 2006  | Mount Lemmon         | Mt. Lemmon Survey      |
| 403958 | 2012 BC53              | 24 de desembre de 2006 | Mount Lemmon         | Mt. Lemmon Survey      |
| 403959 | 2012 BD53              | 21 de gener de 2012    | Kitt Peak            | Spacewatch             |
| 403960 | 2012 BH55              | 18 de setembre de 2009 | Mount Lemmon         | Mt. Lemmon Survey      |
| 403961 | 2012 BJ55              | 1 d'abril de 2008      | Mount Lemmon         | Mt. Lemmon Survey      |
| 403962 | 2012 BN56              | 26 de març de 2008     | Mount Lemmon         | Mt. Lemmon Survey      |
| 403963 | 2012 BX56              | 7 d'octubre de 2010    | Catalina             | CSS                    |
| 403964 | 2012 BR59              | 12 de setembre de 2005 | Kitt Peak            | Spacewatch             |
| 403965 | 2012 BA68              | 7 de febrer de 2008    | Mount Lemmon         | Mt. Lemmon Survey      |
| 403966 | 2012 BC74              | 17 de febrer de 2007   | Kitt Peak            | Spacewatch             |
| 403967 | 2012 BA75              | 27 de desembre de 2011 | Mount Lemmon         | Mt. Lemmon Survey      |
| 403968 | 2012 BA78              | 12 de març de 2008     | Kitt Peak            | Spacewatch             |
| 403969 | 2012 BT78              | 11 de març de 2007     | Catalina             | CSS                    |
| 403970 | 2012 BY78              | 7 de març de 2008      | Kitt Peak            | Spacewatch             |
| 403971 | 2012 BJ80              | 16 d'octubre de 2006   | Kitt Peak            | Spacewatch             |
| 403972 | 2012 BQ83              | 12 de setembre de 2007 | Catalina             | CSS                    |
| 403973 | 2012 BV83              | 13 d'octubre de 2010   | Kitt Peak            | Spacewatch             |
| 403974 | 2012 BU87              | 8 de febrer de 2008    | Catalina             | CSS                    |
| 403975 | 2012 BV87              | 28 de novembre de 2006 | Kitt Peak            | Spacewatch             |
| 403976 | 2012 BJ93              | 5 de novembre de 2005  | Kitt Peak            | Spacewatch             |
| 403977 | 2012 BX93              | 14 de desembre de 2007 | Mount Lemmon         | Mt. Lemmon Survey      |
| 403978 | 2012 BO100             | 9 de febrer de 2008    | Kitt Peak            | Spacewatch             |
| 403979 | 2012 BR103             | 27 de desembre de 1999 | Kitt Peak            | Spacewatch             |
| 403980 | 2012 BX103             | 27 de desembre de 2005 | Mount Lemmon         | Mt. Lemmon Survey      |
| 403981 | 2012 BY103             | 9 de febrer de 2008    | Kitt Peak            | Spacewatch             |
| 403982 | 2012 BL104             | 4 de maig de 2008      | Kitt Peak            | Spacewatch             |
| 403983 | 2012 BP105             | 29 de desembre de 2005 | Kitt Peak            | Spacewatch             |
| 403984 | 2012 BR106             | 28 de desembre de 2011 | Kitt Peak            | Spacewatch             |
| 403985 | 2012 BG109             | 23 de febrer de 2007   | Mount Lemmon         | Mt. Lemmon Survey      |
| 403986 | 2012 BO109             | 28 d'abril de 2008     | Kitt Peak            | Spacewatch             |
| 403987 | 2012 BD111             | 31 d'octubre de 2010   | Mount Lemmon         | Mt. Lemmon Survey      |
| 403988 | 2012 BW113             | 12 d'octubre de 2010   | Mount Lemmon         | Mt. Lemmon Survey      |
| 403989 | 2012 BR115             | 27 de gener de 2012    | Mount Lemmon         | Mt. Lemmon Survey      |
| 403990 | 2012 BK120             | 28 d'agost de 2005     | Kitt Peak            | Spacewatch             |
| 403991 | 2012 BJ122             | 9 de març de 2007      | Kitt Peak            | Spacewatch             |
| 403992 | 2012 BS122             | 28 de febrer de 2008   | Kitt Peak            | Spacewatch             |
| 403993 | 2012 BL124             | 2 de febrer de 2008    | Mount Lemmon         | Mt. Lemmon Survey      |
| 403994 | 2012 BD128             | 2 de març de 2008      | Mount Lemmon         | Mt. Lemmon Survey      |
| 403995 | 2012 BQ130             | 2 de desembre de 2010  | Mount Lemmon         | Mt. Lemmon Survey      |
| 403996 | 2012 BU130             | 2 de novembre de 2011  | Mount Lemmon         | Mt. Lemmon Survey      |
| 403997 | 2012 BX131             | 30 de juliol de 2010   | WISE                 | WISE                   |
| 403998 | 2012 BD132             | 28 de juny de 2010     | WISE                 | WISE                   |
| 403999 | 2012 BR136             | 30 de desembre de 2000 | Kitt Peak            | Spacewatch             |
| 404000 | 2012 BH137             | 29 de setembre de 2005 | Kitt Peak            | Spacewatch             |